# Pintura da Roma Antiga

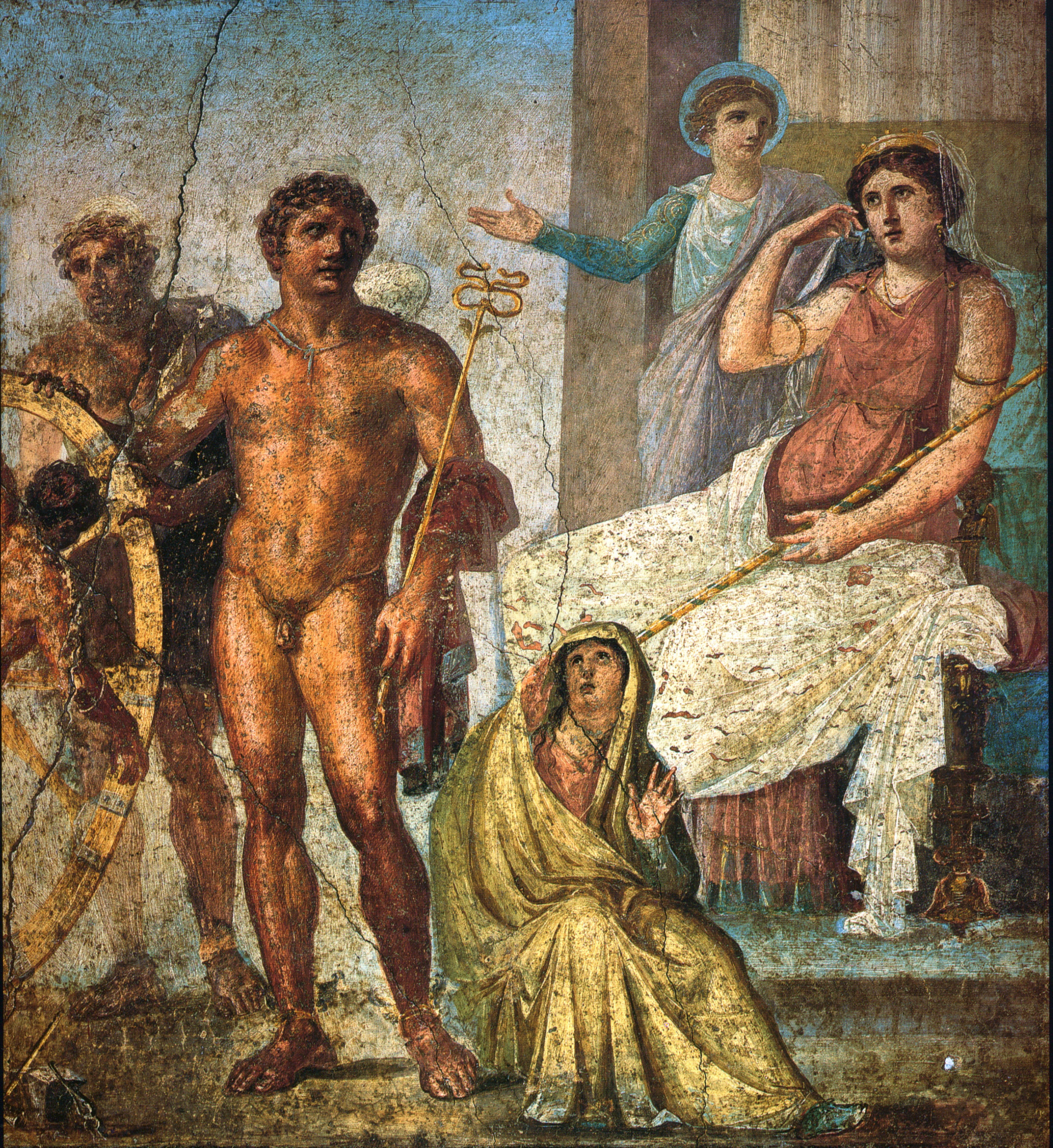
Cena da vida de Íxion, Casa dos Vécios, Pompeia

A pintura da Roma Antiga é um tópico da história da pintura ainda pouco compreendido, pois seu estudo é prejudicado pela escassez de relíquias. Boa parte do que hoje sabemos sobre a pintura romana se deve a uma tragédia natural. Quando o vulcão Vesúvio entrou em erupção no ano 79 d.C. soterrou duas prósperas cidades, Pompeia e Herculano. Grande parte da população pereceu, mas as edificações foram parcialmente preservadas sob as cinzas e a lava endurecida, e com elas suas pinturas murais decorativas. A partir do estudo desse acervo remanescente se pôde formar um panorama bastante sugestivo da fértil e diversificada vida artística da Roma Antiga entre fins da República e o início do Império, mas esse conjunto de obras é na verdade apenas uma fração mínima da grande quantidade de pintura produzida em todo o território romano no curso de sua longa história, e justamente por essa fração ser muito rica, faz lamentar a perda de testemunhos mais significativos e abundantes dos períodos anterior e posterior, em outras técnicas além do afresco e de outras regiões romanizadas para além da Campânia.
Roma desde sua origem fora uma ávida consumidora e produtora de arte. Iniciando sua história sob o domínio etrusco, desenvolveu uma arte que lhes era largamente devedora, a qual era por sua vez uma derivação da arte grega arcaica. Assim que conquistou sua independência entrou em contato direto com a cultura grega clássico-helenista, passando a assimilar seus princípios em todos os campos artísticos, inclusive na pintura. Tornou-se uma praxe a cópia de obras célebres e a variação sobre técnicas e temas gregos, e, segundo os relatos, a produção era enorme, a importação de originais também e pinturas gregas eram presas altamente cobiçadas na esteira das conquistas militares. Por causa dessa continuidade deve-se a Roma muito do que sabemos sobre a pintura grega, já que desta cultura não restou mais que um punhado de originais em seu próprio território. Porém, o que foi importado ou produzido pelos romanos em imitação dos gregos também se perdeu quase completamente, o mesmo ocorrendo com a sua produção original. Ainda podemos ver alguns afrescos esparsos e fragmentários espalhados em toda área antigamente dominada pelos romanos, mas se não fosse pela preservação de Pompeia e Herculano em tão bom estado, cujos murais são numerosos e de grande qualidade, a ideia que temos hoje da pintura tanto da Grécia Antiga como da própria Roma Antiga teria de se basear quase apenas em descrições literárias.
A pintura romana exerceu uma influência significativa na evolução da pintura ocidental. Sua tradição reemergiu em vários momentos da história ao longo de muitos séculos, sendo especialmente importante na gestação da arte paleocristã, bizantina e românica, e dando muitos subsídios para os pintores do Renascimento, do Neoclassicismo e do Romantismo. Hoje o estudo da pintura romana ainda está em progresso; já foram publicados diversos livros e artigos sobre o assunto, mas um compêndio sobre o mundo romano publicado em 2001 pela Universidade de Oxford considerava a obra de Roger Ling, Roman Painting (1991), o único estudo extenso e sério disponível escrito sob critérios atualizados, e assim ainda há muito por desvendar e entender em termos de usos e significados. Contudo, a multiplicação das escavações arqueológicas e o aperfeiçoamento dos métodos analíticos prometem trazer mais dados a um campo de grande interesse artístico, histórico e social.

## Origens: Etrúria e Grécia

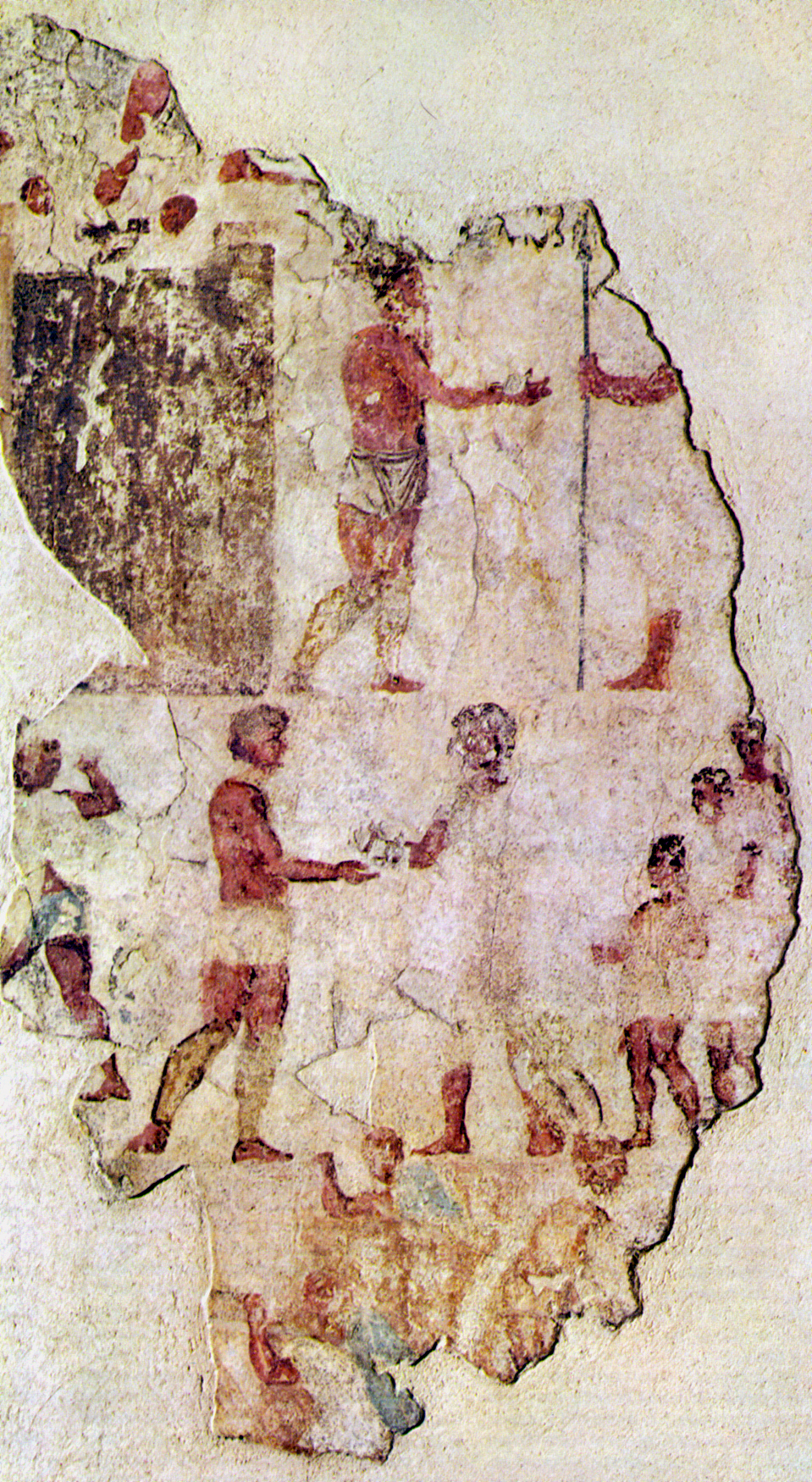
Afresco romano da Tumba do Esquilino, c. 300-

Assim como aconteceu nas outras artes, a pintura da Roma Antiga foi grandemente devedora do exemplo grego. Em tempos arcaicos, quando Roma ainda estava sob a influência etrusca, a pintura romana pouco se distinguia da pintura mural daquele povo, que havia desenvolvido um estilo linear aprendido diretamente dos gregos jônios do período Arcaico, mostrando cenas da mitologia grega, da vida cotidiana, jogos fúnebres, cenas de banquete com músicos e dançarinos, animais e decoração floral e abstrata. Embora os romanos nessa época não enterrassem seus mortos, e os cremassem, o estilo de pintura tumular etrusca deve ter orientado a decoração de templos e edifícios públicos romanos. Não obstante a fundação da República no fim do século VI a.C., a herança etrusca conseguiu sobreviver por mais algum tempo, em especial na tendência deles herdada de usar a arte para fins políticos. Os exemplos que subsistem procedem de contextos funerários, encontrados em tumbas em Capaccio Paestum, Orvieto, Tarquinia, Cerveteri e outras cidades, mas sua qualidade é em geral medíocre.
Do século V a.C. em diante, o estilo clássico ateniense começou a predominar na Grécia. A pintura se aperfeiçoou e atingiu seu apogeu, tendo desenvolvido todos os recursos técnicos e o espectro temático que os romanos levariam adiante dando uma contribuição própria à tradição recebida. Nessa época trabalharam os mestres mais célebres da pintura grega antiga - entre eles Apeles e Zêuxis - cuja fama nasceu de sua habilidade de representar a perspectiva e criar uma impressão de tridimensionalidade nos cenários, e do eficiente naturalismo de suas figuras. Pintando muitas vezes sobre painéis portáteis de madeira, suas obras se difundiram pela área de influência grega e se tornaram conhecidas em Roma. Os temas mais frequentes eram retirados da mitologia, seguidos pelos retratos e alegorias. Menos comuns, embora não raras, eram as pinturas de paisagem, de cenas eróticas e naturezas-mortas.
Entre os séculos IV e III a.C. os romanos abandonaram definitivamente o legado etrusco e seu interesse se voltou para a arte grega clássica e helenista, através do seu contato com as colônias gregas da Magna Grécia. Esse contato se dava especialmente através das campanhas militares, e as obras de arte gregas se tornaram cobiçados botins de guerra. À medida que o prestígio da arte grega se consolidava em Roma, os artistas também iniciaram uma migração para lá em busca do generoso mecenato romano, e se adaptaram às demandas do gosto local. Formaram-se grandes coleções privadas, mantidas por patrícios que não hesitavam em despender fortunas adquirindo novas peças, quando não podiam simplesmente confiscá-las dos povos dominados. Plínio, o Velho fala que Agrippa pagou 1,2 milhões de sestércios por duas pinturas mostrando Ájax e Vênus. Entre os gêneros que se tornariam preferidos para decoração doméstica e de tumbas estava o das paisagens, arquiteturas e arranjos abstratos ou florais. Tumbas clássicas italianas são encontradas em Chiusi, um importante centro comercial dessa fase, e as suas pinturas tumulares apresentam avanços na técnica do sombreado e efeitos tridimensionais. Com a perda quase total do acervo grego, o que hoje se pode saber de sua pintura se deve aos relatos literários antigos e aos seus ecos em vasos e em mosaicos, mas como essas técnicas não traduzem exatamente a pintura mural e de painel dos gregos, foram principalmente os romanos, herdeiros diretos da sua tradição, quem legou à posteridade uma visão mais ampla da pintura grega antiga.

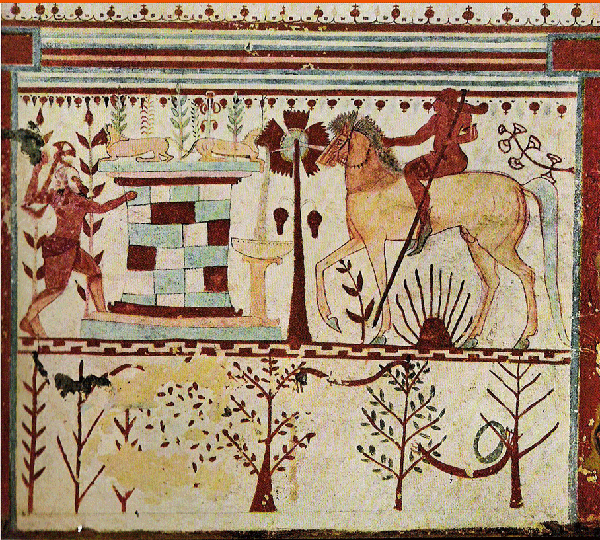
Troilo e Aquiles, etrusca. Tumba dos Touros, Tarquinia, século VI a.C.
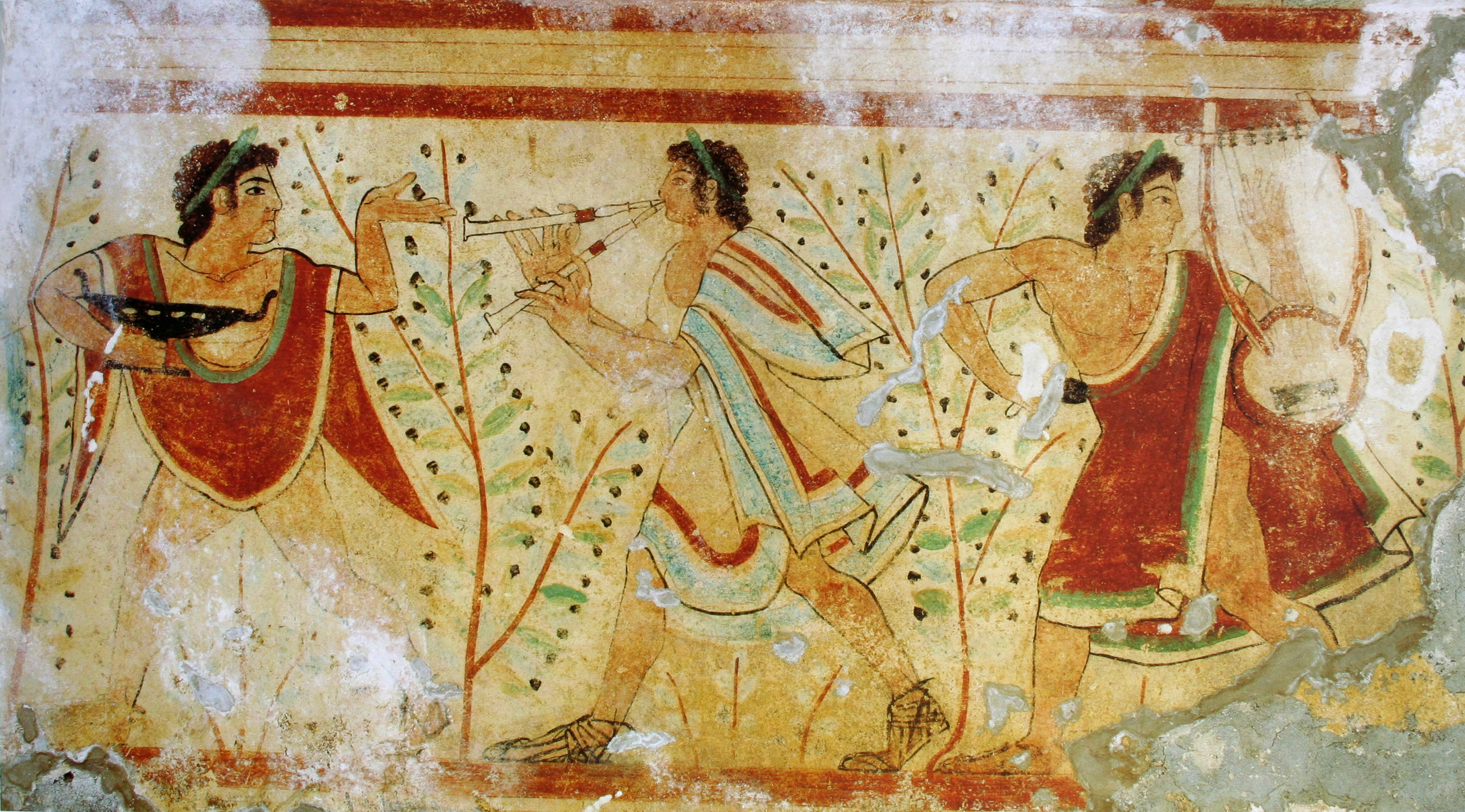
Músicos, etrusca. Tumba dos Leopardos, Pesto, século V a.C.
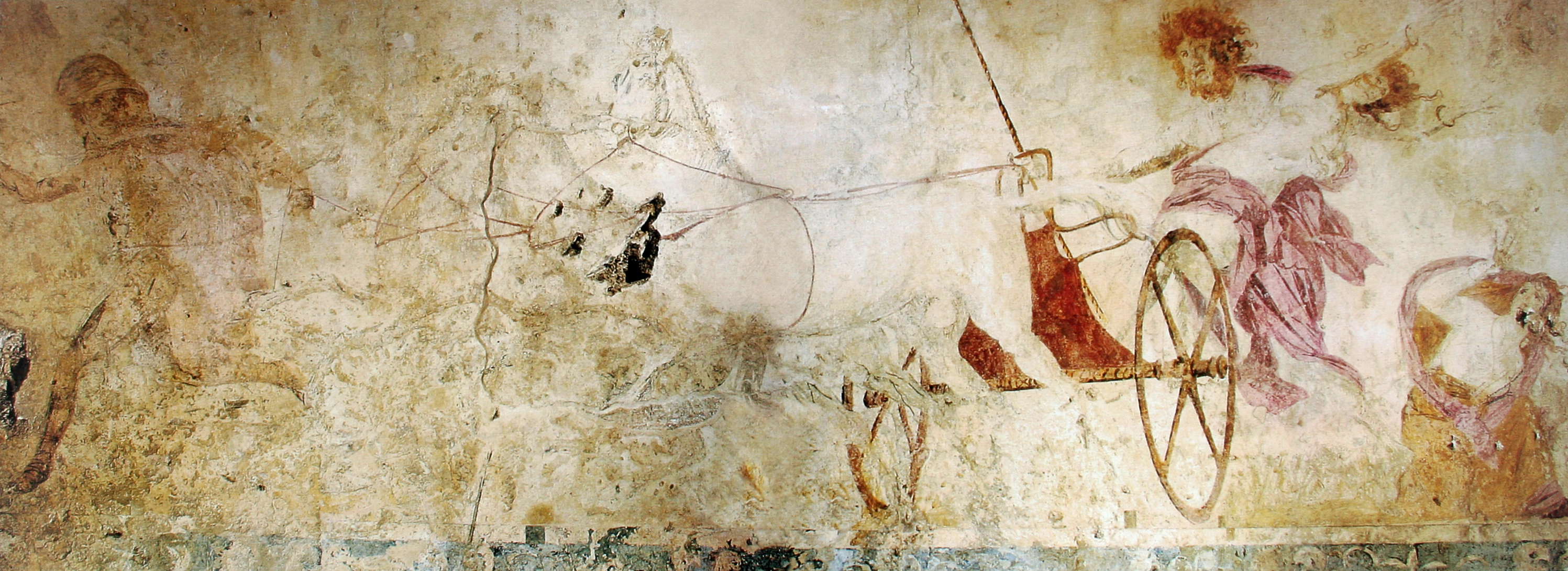
O rapto de Perséfone, grega. Tumba Real, Vergina, século IV a.C.

## A pintura romana
Na transição da República para o Império a pintura romana já havia se consolidado e desenvolvia um estilo próprio, afastando-se do cânone greco-helenista. Da pintura feita na República praticamente tudo se perdeu, a não ser poucos exemplos, dos quais é muito citado um fragmento de afresco encontrado em uma tumba no monte Esquilino. Foi o conjunto de Pompeia e Herculano, pintado em sua maior parte já sob o Império de Augusto, que deu as bases para se estabelecer uma divisão da pintura romana em quatro períodos ou estilos, extrapolando-se os conceitos, um tanto arriscadamente, dali para o restante do território romanizado. Sabe-se que o estilo metropolitano encontrou bastante resistência para se implantar em alguns pontos no Oriente, e ainda mais no norte da África, onde não se encontrou nada de significativo. Mesmo assim Ling acredita que o critério permanece válido, pois diz que os testemunhos que têm vindo à luz em outras áreas da Itália além da Campânia e do Lácio e em províncias distantes mostra que as modas da metrópole cedo ou tarde foram assimiladas pelos centros regionais na maior parte do império. Essa divisão foi definida pelo arqueólogo alemão August Mau, no século XIX, e é ainda hoje aceita mais ou menos em consenso. É de observar, porém, que especialmente os estilos Terceiro e Quarto são objeto de muita controvérsia entre os historiadores da arte, pois suas características são compartilhadas em alguma extensão, tornando a identificação dos exemplos confusa e sujeita a interpretações individuais. O problema se torna mais complicado pela recuperação de arcaísmos e a sobreposição de tendências em fases tardias.
Entre os pintores, poucos nomes chegaram aos nossos dias. A bibliografia antiga cita os gregos Gorgaso e Damófilo como os primeiros autores conhecidos a realizarem pinturas na Itália. Fábio, pouco mais tarde, foi celebrado como pintor histórico e o primeiro pintor romano cuja história registra, sendo secundado por Marco Pacúvio, Serapião e Metródoro, numa fase em que a elite ainda podia se devotar profissionalmente às artes sem desonra. Do século II a.C. em diante, a pintura profissional passou a ser relegada para as classes baixas e os escravos, e se destacaram Sópolis, Dionísio, Gláucio e seu filho Arístipo, Timômaco de Bizâncio e Antíoco Gabínio. No Império foram famosos Estúdio, Écion, Lúcio e Fâmulo. Nenhuma obra sobrevivente pode ser atribuída com segurança a qualquer deles, salvo possivelmente o caso de Fâmulo, que foi dado como autor da decoração dos palácios de Nero. As obras de hábito não eram assinadas, mas uns poucos exemplos trazem nomes obscuros que os relatos literários não registraram como célebres em seu tempo. Entretanto, algumas personalidades artísticas estão sendo definidas pela pesquisa moderna em função de certos grupos de obras que parecem ter saído da mesma mão, ainda que seus nomes não sejam conhecidos e se os estude através de apelidos tirados das pinturas mais importantes que se lhe atribuem, como o "Pintor de Télefo", o "Pintor de Admeto", o "Pintor do Adônis ferido", e assim por diante  Os achados de pinturas romanas têm se multiplicado nos últimos tempos em vista do progresso das pesquisas arqueológicas, com vários exemplos descobertos em localidades distantes da capital, como na Alemanha, Hungria, França, Portugal e Ásia, e as evidências indicam que seu uso era generalizado, tanto para fins puramente decorativos e privados como públicos.

### Primeiro Estilo

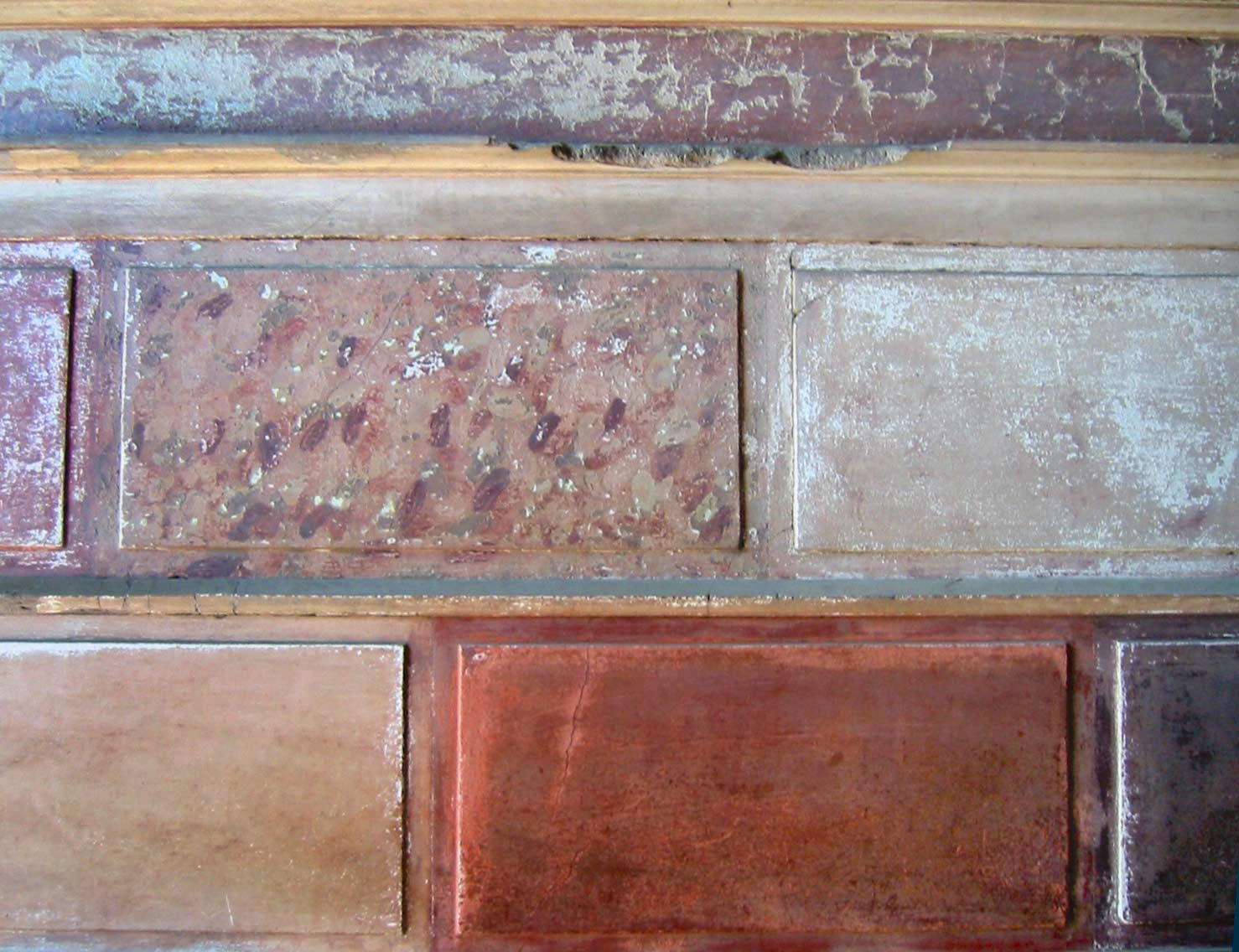
Detalhe de mural em Primeiro Estilo primitivo. Pompeia

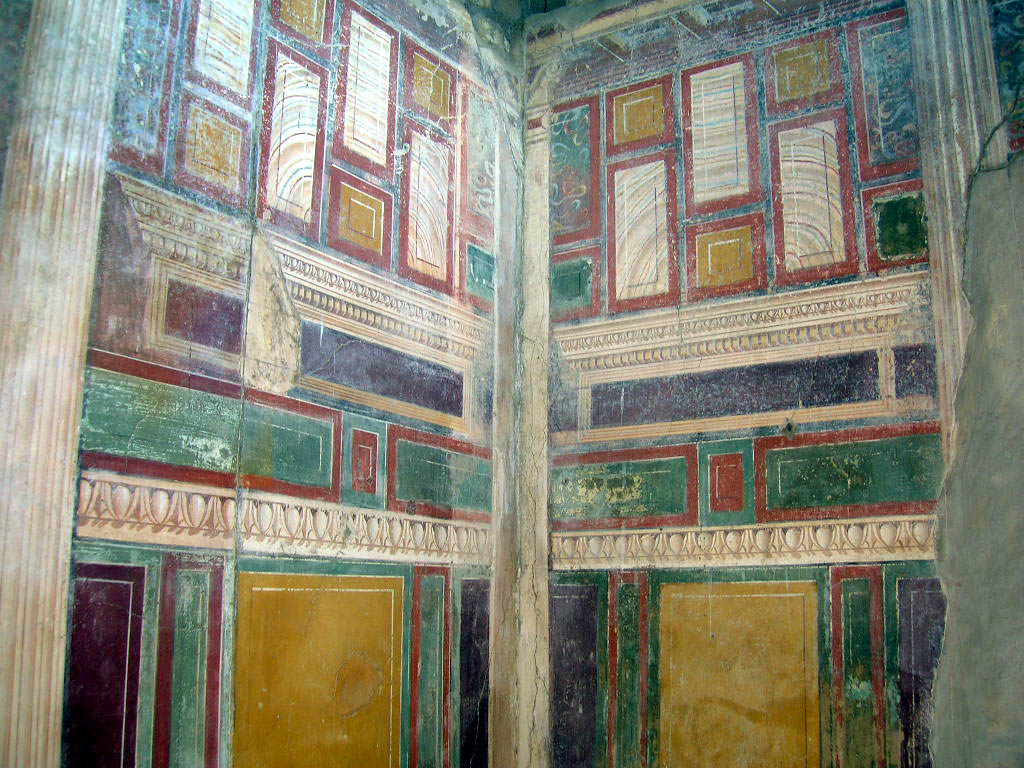
Detalhe de mural na Villa di Arianna, em Primeiro Estilo tardio ou de transição. Castellammare di Stabia

O Primeiro Estilo, também referido como cantaria ou incrustação - nome derivado de crustae, placas pétreas de revestimento - esteve em evidência do século II a.C. até o ano 80 d.C. e é em essência abstrato. Suas origens são obscuras, mas parece ter derivado da pintura empregada na decoração de templos e altares gregos, sendo adaptado para a decoração de residências em toda volta do Mediterrâneo na altura do fim do século IV a.C. Sobrevivem bons exemplos no sul da Rússia, no Oriente Próximo, na Sicília, França, Espanha, Cartago e no Egito. Caracteriza-se pela imitação do efeito da cantaria, com aplicação de cores vivas sobre reboco dividido em áreas quadrangulares em relevo, simulando blocos de pedra e suas cores e texturas. Como as casas romanas possuíam poucas janelas para o exterior, as paredes internas tendiam a ser contínuas, e o Primeiro Estilo procura enfatizar essa unidade criando ambientes integrados. Na opinião de John Clarke a dependência do relevo de superfície para a eficiência visual desse estilo o torna antes um domínio da decoração arquitetônica do que da pintura propriamente dita.
Com o passar do tempo se acrescentaram frisos decorados com padrões florais, arabescos e figuras humanas, e outros elementos de arquitetura como colunas e cornijas simuladas. Na altura do século I a.C., esse tipo de decoração já havia desenvolvido no território romano uma complexidade e refinamento que o afastava enormemente de seus protótipos gregos. As áreas de cor começam a não mais obedecer ao desenho do relevo, ultrapassando suas bordas e gerando interessantes efeitos ilusionísticos. O interesse nas combinações de cores contribui para desvincular cada vez mais o estilo de sua origem estrutural, empregando tons jamais encontrados em pedras verdadeiras e padrões geométricos eminentemente decorativos que subvertem a lógica da arquitetura, o que encaminha para a formação do Segundo Estilo.

### Segundo Estilo

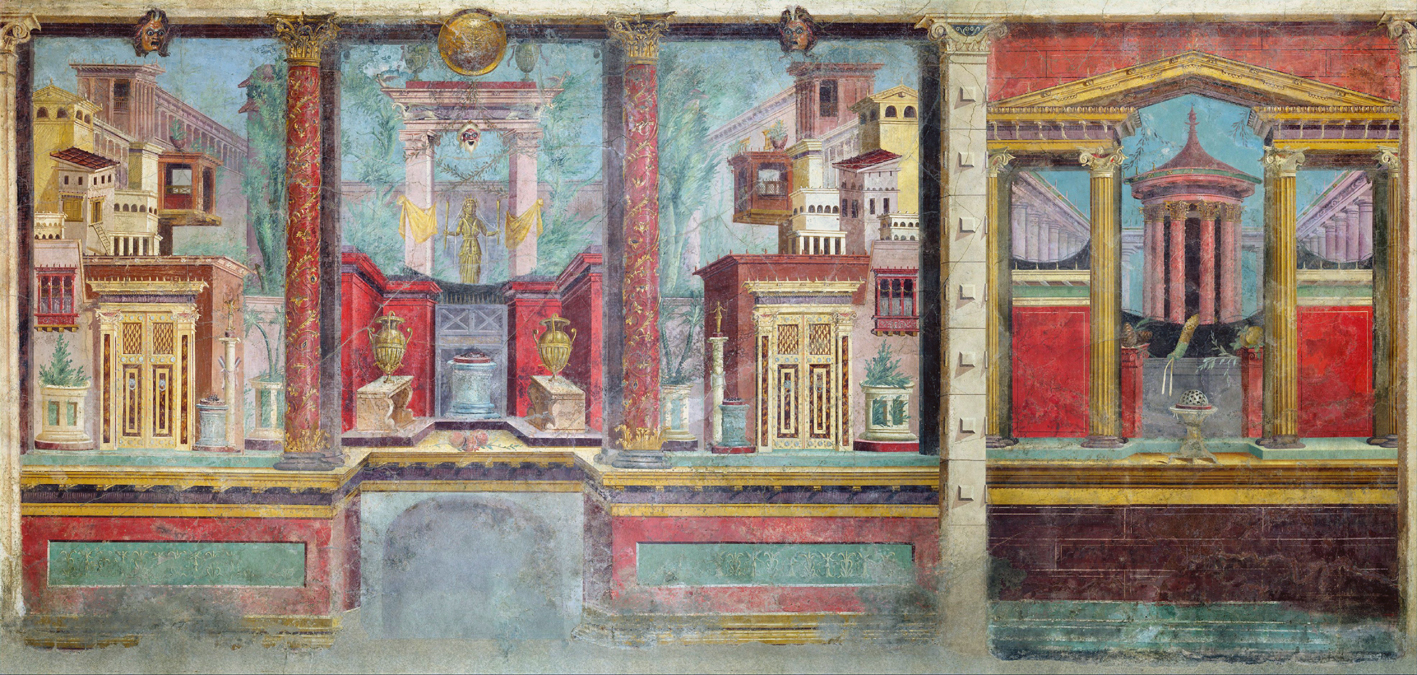
Mural na Casa de Fânio Sinistor em Boscoreale

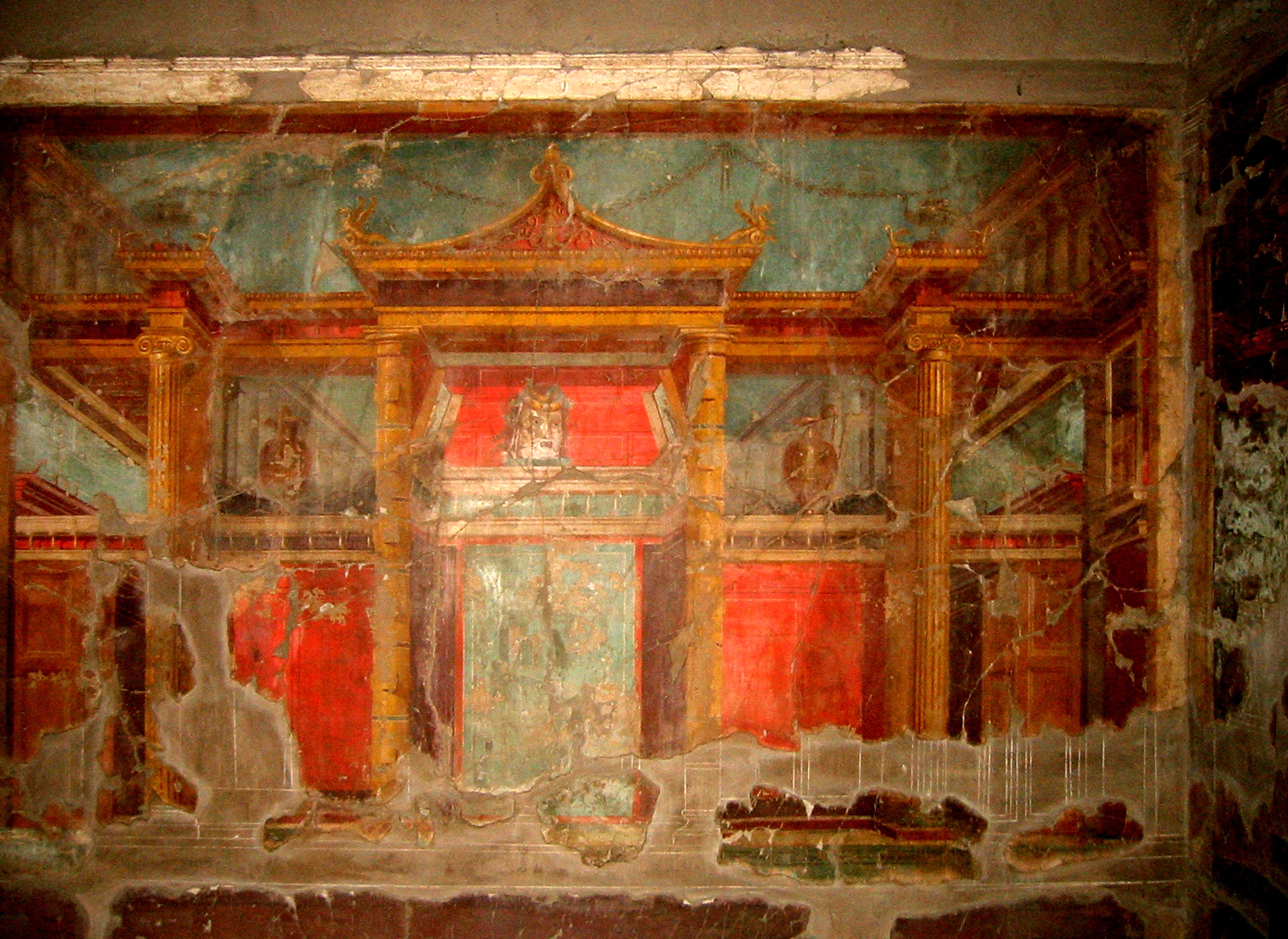
Villa de Oplontis, Torre Annunziata

O Segundo Estilo, chamado arquitetônico, floresceu com relativa rapidez a partir do Primeiro em torno de 80 a.C., embora exemplos precursores datem desde o século III a.C. e se encontrem espalhados por uma larga região que vai da Etrúria à Ásia Menor, onde foi usado em palácios helenistas para exibir a riqueza dos grandes personagens. Seu primeiro exemplo italiano está na "Casa dos Grifos", em Roma, e seu aparecimento coincide com o gosto pela ostentação desse período. As ilusões em trompe-l'oeil se tornam mais eficazes e variadas, com a multiplicação de elementos simulados de arquitetura, como colunatas, arquitraves, balaustradas, molduras, janelas e frisos, e aparecem padrões geométricos mais minuciosos e complicados. O efeito unificado e sólido das paredes do Primeiro Estilo se dissolve e as salas parecem se abrir para o exterior, oferecendo vistas de paisagens urbanas e jardins, evidenciando um uso bastante correto da perspectiva para dar a impressão de tridimensionalidade e acomodar os recessos visuais dos cantos dos aposentos. Também começam a se desenvolver esquemas decorativos temáticos baseados no uso diferenciado dos espaços. As grandes salas de reunião social e repasto são decoradas com eixos de visão preferenciais que formam cenários complexos concebidos a modo de criar um roteiro visual organizado hierarquicamente, geralmente com uma cena principal centralizada que se desdobra em cenas secundárias nas partes menos visíveis. Com o amadurecimento do estilo em torno do ano 60 a.C. esse plano programático foi ainda mais enfatizado. Com o Segundo Estilo se inicia a fase de maturidade da pintura romana, passando a desenvolver recursos técnicos, estéticos e simbólicos originais.
A pintura do Segundo Estilo exigia a integração do trabalho entre arquiteto e decorador, pois o uso extensivo da perspectiva pintada podia anular ou desvirtuar o efeito da arquitetura real. O pintor devia saber manejar um grande repertório de técnicas para produzir uma ilusão convincente em painéis de grandes dimensões que cobriam aposentos inteiros num esquema unificado, e devia também conhecer os meios de representação pictórica de uma grande variedade de materiais e objetos inanimados, incluindo vasos de pedra e bronze, máscaras teatrais, fontes, ornamentos dourados e objetos de vidro. O projeto era desenvolvido em escala menor sobre papel, e depois transferido para as paredes através de um sistema de quadriculado, seccionando o desenho e facilitando sua ampliação.
Um célebre representante do Segundo Estilo, embora atípico pela presença dominante da figura humana, está no triclínio da Villa dos Mistérios, em Pompeia, uma admirável série de cenas com pessoas em escala natural colocadas contra um panorama arquitetônico que se assemelha a um cenário de teatro. As cenas têm uma interpretação controversa, pode ser que retratem os ritos de iniciação nos Mistérios de Dioniso e/ou ordálios pré-nupciais. Apesar de fortemente figurativo, a influência arquitetônica reminiscente do estilo anterior se revela no próprio modelado estatuesco das figuras, com um desenho seguro e de alta qualidade, mas um tanto rígido, acentuando seu caráter monumental e racionalmente organizado. O conjunto é dinamizado pelo colorido vibrante e pela variedade de atitudes das figuras.
A fase tardia do Segundo Estilo, a partir de c. 40-30 a.C., procede em direção a uma simplificação, evitando a ostentação do luxo em favor de ambientes mais sóbrios, adequando-se à austeridade do governo de Augusto, não sem o protesto de alguns como Vitrúvio, que deplorava a substituição da sólida arquitetura anterior por modelos mais elegantes e leves, que incorporam formas animais, vegetais e figuras humanas, junto com arabescos, panóplias e ornamentos de caráter abstrato, miniaturizado e fantasioso, o que sugere influência oriental. Os afrescos da Villa da Farnesina e da Villa de Livia em Roma são dos últimos exemplos do Segundo Estilo, já numa transição para a fase seguinte.

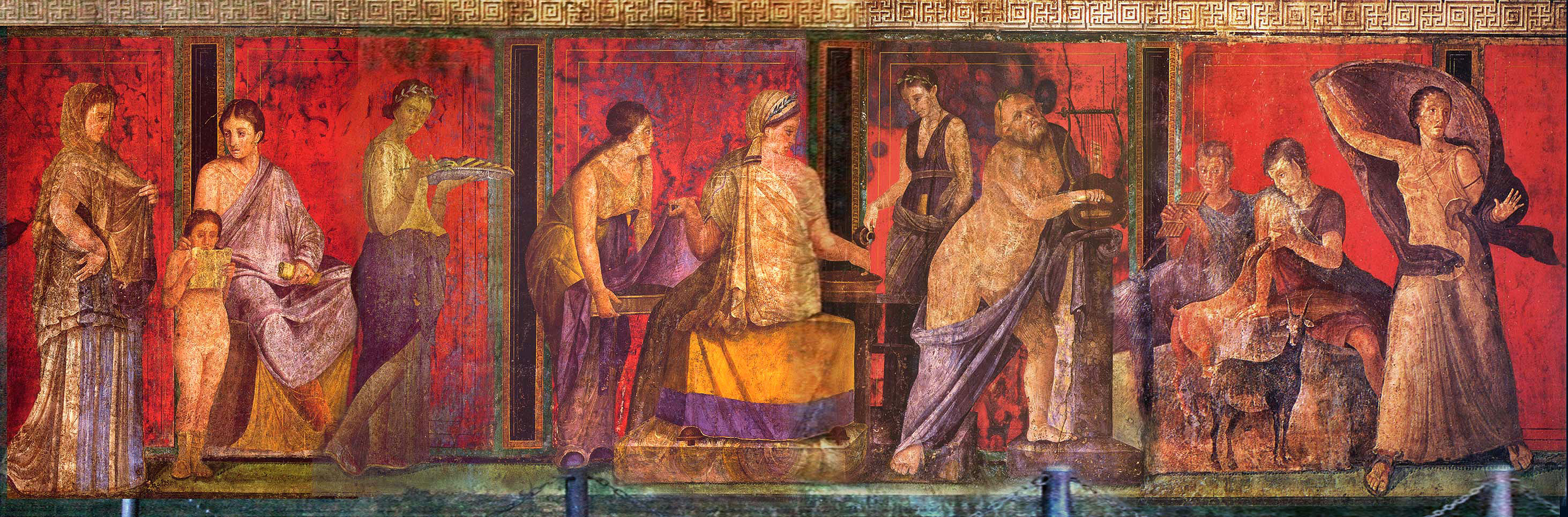
Iniciação ao Culto de Deméter, afresco da Villa dos Mistérios, Pompeia

### Terceiro Estilo
O Terceiro Estilo, ou ornamental, representa a continuidade do Segundo numa versão mais livre e ornamentada, mais leve e menos pomposa. Seus principais elementos constituintes refletem um ecletismo comum a toda arte do período de Augusto, e incluem uma tendência classicizante, um gosto pela cópia ou derivação de autores antigos gregos e helenistas, a influência da arte egípcia, e o florescimento do gênero da paisagem. As cenas em perspectiva já tendem a não "perfurar" as paredes, o efeito de profundidade é achatado, conferindo uma expansão virtual apenas modesta ao espaço real do ambiente. Proliferam os detalhes pequeninos e os motivos egípcios comemorando os triunfos de Augusto e Agripa no Egito, aparecem cores escuras - algumas salas são completamente negras - e se desenvolve uma técnica metalinguística na representação de pinturas dentro de pinturas. Seus primeiros exemplos datam de c. 15 a.C., localizados na tumba-pirâmide de Caio Céstio em Roma, embora não sejam de grande qualidade. Amostras muito superiores estão numa villa possuída possivelmente por Agripa Póstumo em Boscotrecase, perto de Pompeia, mas sua datação é incerta, podendo ser posterior em muitos anos. Von Blanckenhagen considera os afrescos da Farnesina o marco fundador do Terceiro Estilo, datando-os de c. 19 a.C., mas suas conclusões são controversas.
A minimização da importância da perspectiva arquitetural nesse período permitiu aos pintores uma divisão de trabalho - os mestres se responsabilizavam pelas cenas paisagísticas, enquanto as molduras arquiteturais ficavam a cargo de auxiliares subordinados, o que se refletia também no salário que cada um recebia. Os parietários (parietarii), pintores das molduras, recebiam a metade do que ganham os imaginários (imaginarii), os criadores das cenas de paisagem e figuras. Os imaginários deviam ainda dominar um espectro temático ainda mais amplo que os pintores do Segundo Estilo, devendo ser capazes de recriar ambientes históricos de várias épocas e representar figuras humanas em uma grande variedade de afazeres. A pintura adquiria um papel preponderante na decoração de interiores. Enquanto antes se desenhavam complexos mosaicos figurativos e policromos no pavimento, que competiam visualmente com a pintura parietal e não faziam grande discriminação hierárquica entre as diferentes superfícies do aposento, agora a atenção se concentrava nas cenas pintadas em tetos e paredes, e passam a decorar os pisos com padrões geométricos simples em preto e branco ou cores discretas, que serviam como área de descanso visual e direcionavam o olhar para cima em vez de atraí-lo para baixo. Por outro lado, o espectador já não precisava abranger o todo de uma só vez, como se esperava no período anterior, e podia desfrutá-lo em um itinerário progressivo, como se estivesse passeando por uma galeria de quadros emoldurados, embora as próprias molduras ainda fossem fictícias, pintadas diretamente na parede. Também mudava a simbologia que envolvia o possuidor de uma villa elegante, e o que se pretendia então era mostrá-lo como um culto e discreto conhecedor de arte, não mais como um patrício exibicionista do período tardo-republicano.
Nesse período trabalhou o pintor Estúdio, que Plínio reputava como o criador do gênero paisagístico de decoração - embora as evidências reveladas pela pesquisa recente indiquem que o gênero já era cultivado há mais tempo. De qualquer forma sua influência foi enorme, e Vitrúvio também o tinha em alta conta. Por esta altura também o teatro estava ganhando rapidamente popularidade, e se encontram muitas composições mostrando atores em cena, enquanto que os temas da vida popular igualmente se multiplicavam  O Terceiro Estilo floresceu até c. 25 d.C., quando iniciou uma transição de cerca de vinte anos para o Quarto Estilo. Nesse intervalo a perspectiva achatada voltou a dar lugar para ilusões mais marcantes de profundidade. As cenas se reduziram a pequenos painéis centralizados, emoldurados por elementos de arquitetura fantasiosa, mesmo extravagante e irracional, subdividida em áreas compartimentalizadas, enriquecida com novos motivos - guirlandas, candelabros, tirsos - elaborados num tratamento linear de grande atenção ao detalhe. Também importante no Terceiro Estilo foi a reafirmação da figura humana, que na fase seguinte seria grandemente explorada.

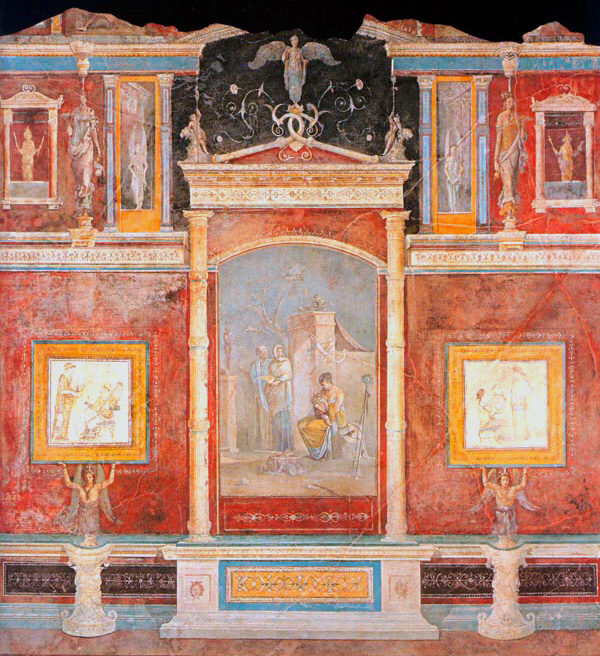
Afresco na Villa della Farnesina, Roma. Segundo Estilo de transição para o Terceiro
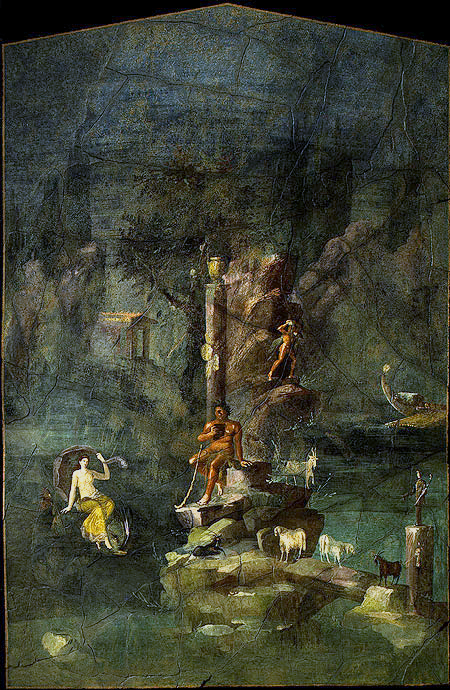
Villa Imperial, Boscotrecase
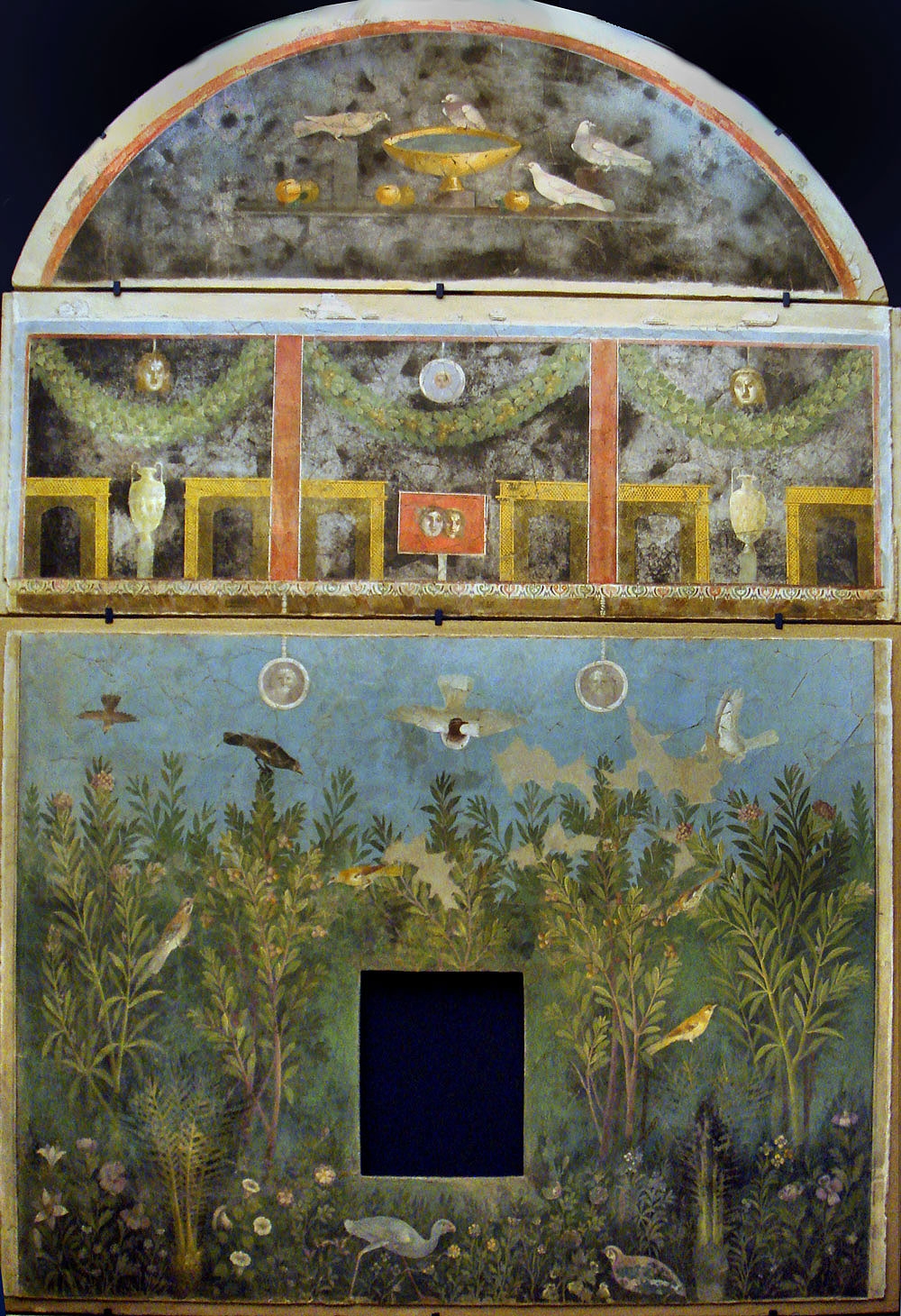
Casa do Bracelete de Ouro, Pompeia
Villa imperial, Boscotrecase
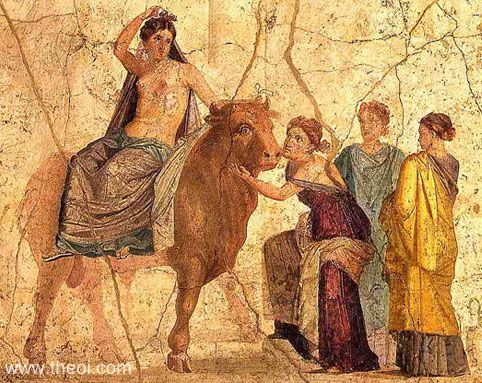
Europa montada em um Touro, afresco de Pompeia, Museu Arqueológico Nacional de Nápoles

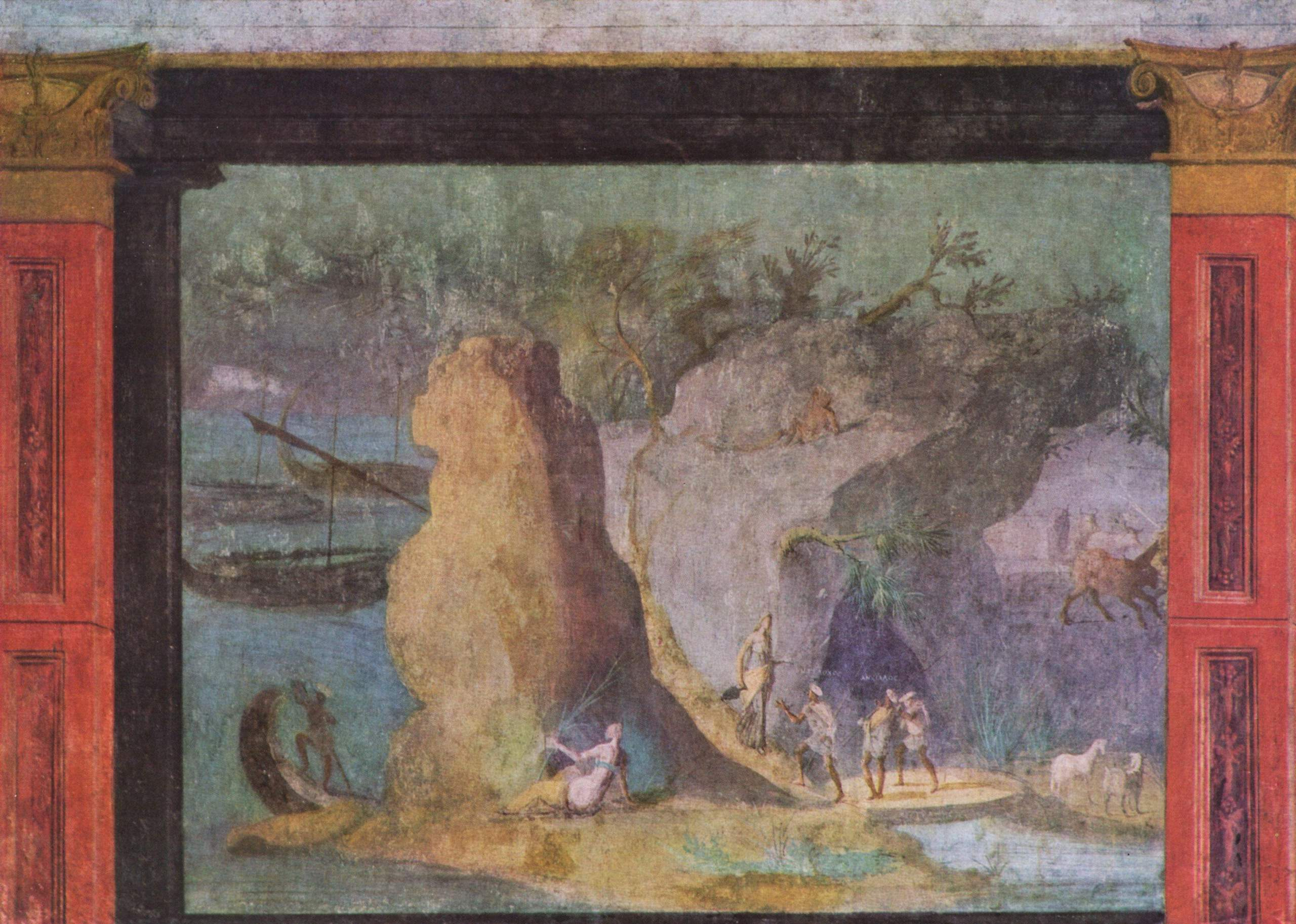
Cena da Odisseia, Villa di via Graziosa sull'Esquilino, Roma
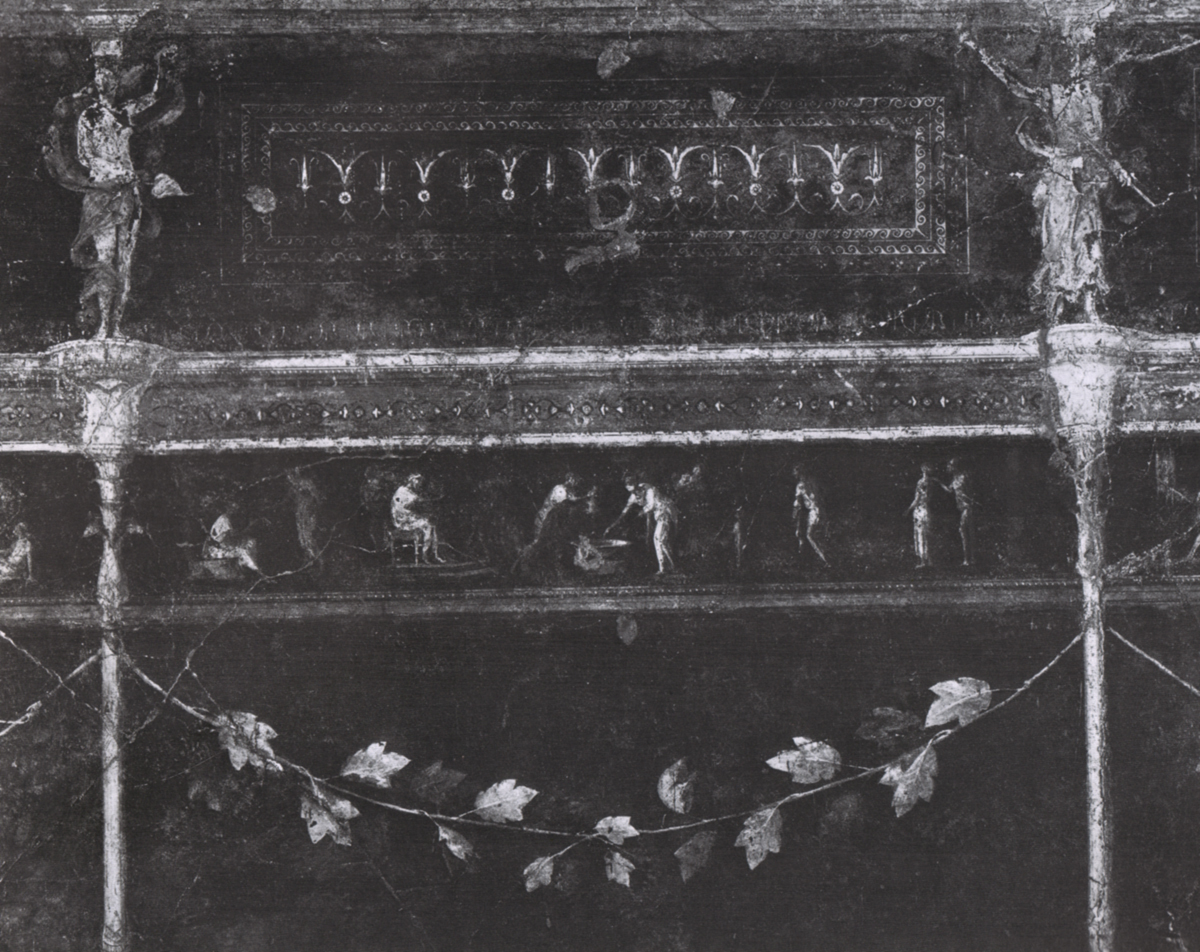
Sala Negra da Villa della Farnesina, Roma
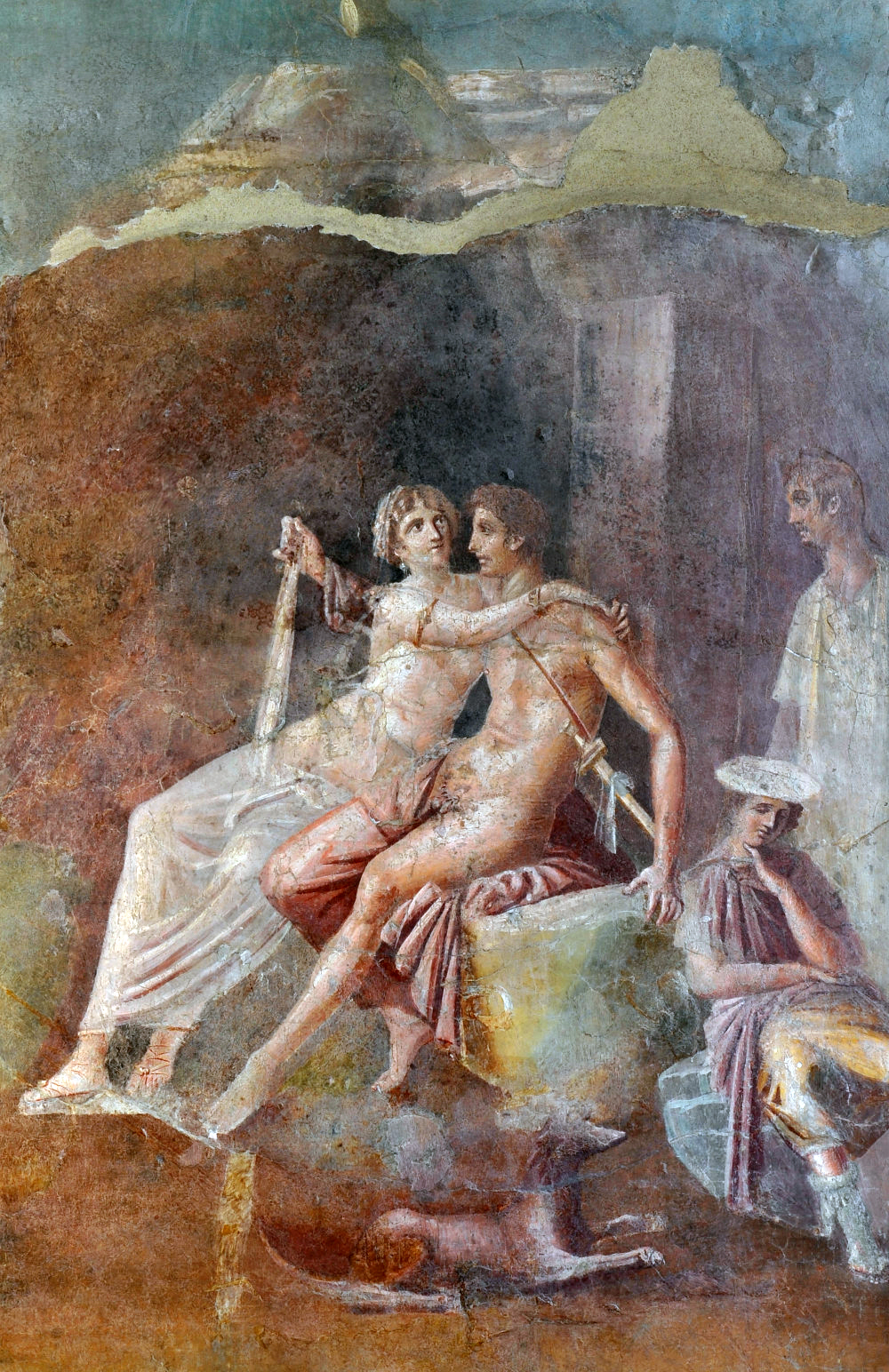
Eneias e Dido, Casa do Citarista, Pompeia
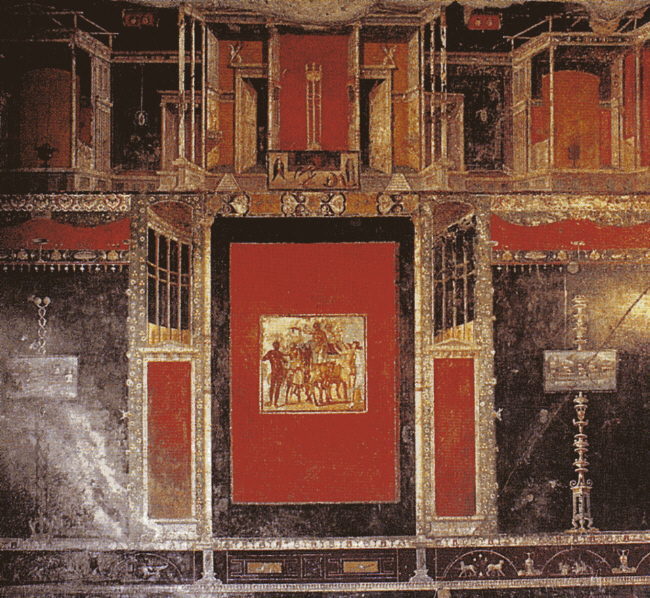
Casa de Lucrécio Fronto, Pompeia. Terceiro Estilo tardio

### Quarto Estilo
Finalmente o Quarto Estilo apareceu por volta do ano 45 d.C. e, ainda mais do que seu precedente, só pode ser definido através da palavra ecletismo, recuperando elementos de estilos anteriores e elaborando sobre eles novas configurações. Algumas de suas características genéricas mais evidentes são uma inclinação para composições mais assimétricas, uma tendência para o uso de cores mais quentes e vivas, e um maior requinte, variedade e liberdade nas ornamentações. Além destas, as figuras são mais animadas, a técnica da pincelada ficou mais livre, com uso intensivo de tracejado para obter as sombras e os volumes, se aproximando de efeitos pontilhistas, e se populariza a simulação pictorial de tapeçarias através do uso de largas áreas de uma só cor, com bordas e faixas ornamentais. Ling descreveu o Quarto Estilo como menos disciplinado e mais caprichoso do que os seus antecessores, sendo em seus melhores momentos delicado e deslumbrante, mas em mãos inábeis podia se tornar confuso e sobrecarregado. É o estilo do qual temos a maior quantidade de relíquias, e justamente pela abundância de evidências é a fase que podemos melhor estudar, mas sua evolução se torna difícil de esclarecer por causa de sua heterogeneidade. Alguns dos primeiros exemplos do Quarto Estilo, ainda em transição do Terceiro, podem ser vistos na Casa da Colunata Toscana e na Casa de Lucrécio Fronto, em Herculano, e na Casa do Espelho e na Casa de Menandro, em Pompeia. Mais adiante se destacam as decorações da Casa de Netuno, a Casa dos Cupidos Dourados, a Casa dos Amantes, a Villa Imperial e a Casa dos Vécios em Pompeia, a basílica de Herculano e a Casa Dourada em Roma.

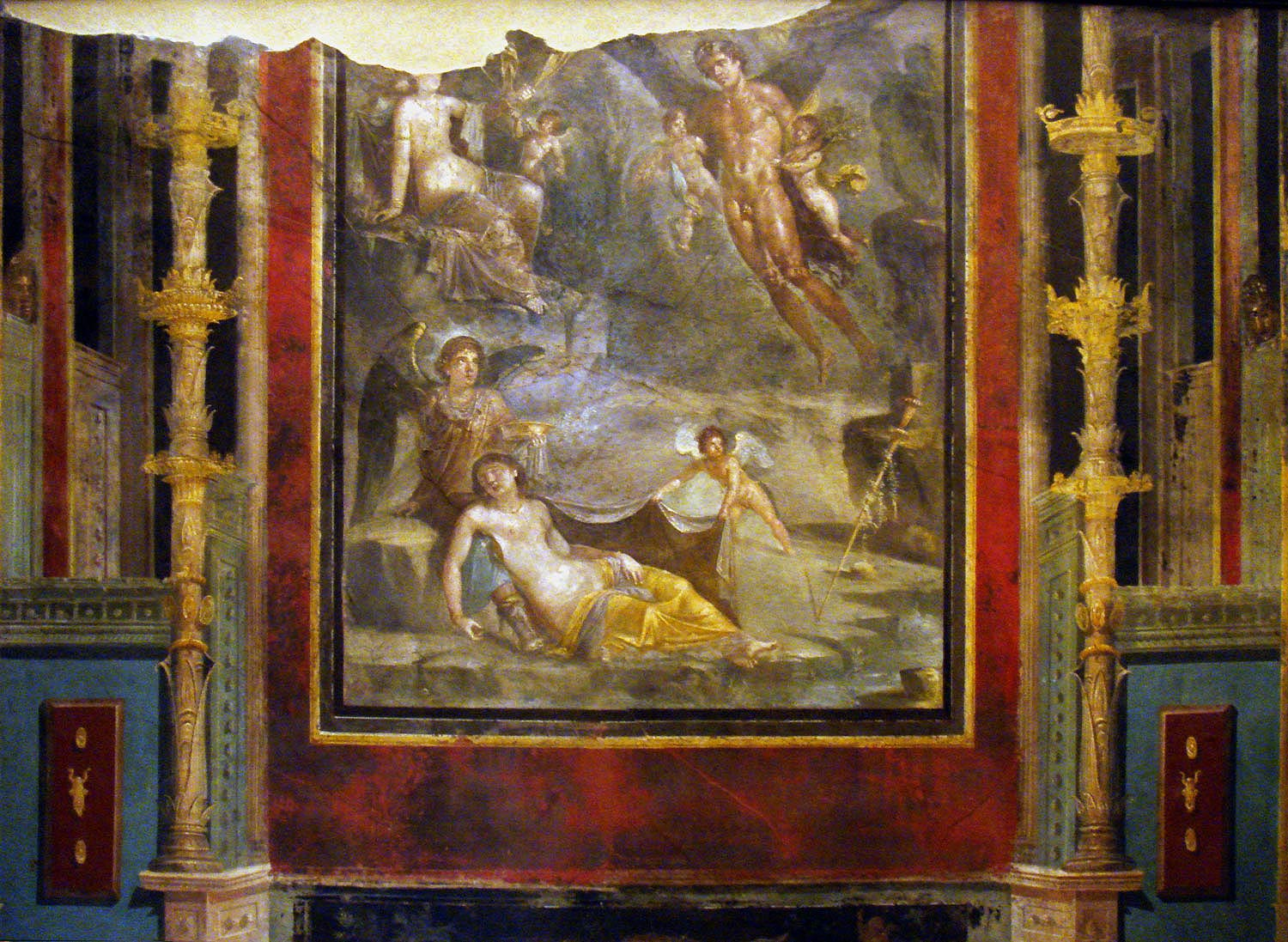
Bodas de Zéfiro e Cloris, Casa de Naviglio, Pompeia

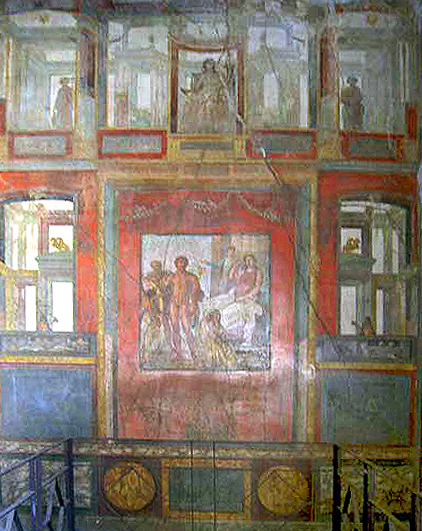
Casa dos Vécios, Pompeia

Também durante o Quarto estilo se verificou o incremento na decoração pictórica dos tetos, com uma variedade muito maior de soluções plásticas, muito mais fantasiosas que nas fases anteriores, mas com o predomínio de esquemas centralizados que se propagavam em padrões concêntricos, e com maior integração entre a pintura e os relevos em estuque. John Clarke propôs a subdivisão dessa fase em quatro modalidades principais de expressão - Tapeçaria, Plana, Teatral ou Cenográfica, e Barroca - antes do que uma descrição através da cronologia, uma vez que várias tendências coexistem. Mas a variedade de soluções é muito grande e essa subdivisão não é uma unanimidade entre os pesquisadores, muitos deles preferindo evitar delimitações rigorosas num contexto caracterizado pela multiplicidade. Entretanto, uma breve descrição desses tipos pode lançar uma luz auxiliar para o entendimento do polimorfo Quarto Estilo.
- O tipo Tapeçaria apareceu antes dos outros cerca de uma década, e depois se fundiu aos demais. Seu nome deriva de imitar o efeito da tapeçaria - que se tornara uma moda na decoração de interiores - estabelecendo áreas com tratamento independente umas das outras e bordas e faixas com simulação de franjas e brocados. Também nas cores houve mudança, com uma diversificação na paleta e os tons vivos e claros voltando a predominar.[31]
- A maneira Plana enfatiza a bidimensionalidade da parede, alternando superfícies de cor pura com outras mostrando cenas em áreas delimitadas, e seu efeito se funda nos contrastes. Esse modo é geralmente encontrado em casas menos luxuosas, era mais simples e barato, mas um artesão hábil podia produzir com ele uma impressão de notável elegância com meios muito sucintos.[32][33]
- O modo Cenográfico tem sido associado com Nero, cujo gosto por novidades excitantes e pelo teatro levou ao desenvolvimento de uma decoração baseada nos cenários teatrais. Sua Casa Transitória (Domus Transitoria) e a Casa Dourada (Domus Aurea), dois ricos palácios que mandou construir, foram ornamentados com tais pinturas. Quando as ruínas da Casa Dourada foram redescobertas na época do Renascimento, sua decoração causou um efeito imediato e eletrizante. Diversos artistas importantes da época, como Rafael, Michelangelo, Ghirlandaio, Heemskerck e Lippi acorreram para lá para conhecer o que foi considerado uma verdadeira revelação, muitos deles deixando nas paredes seus próprios autógrafos. Como as ruínas estavam soterradas, de início se julgou serem parte de uma gruta (grotta, em italiano) artificial, e por isso se deu o nome de grotesco (grottesche) aos seus painéis decorativos, extravagantes e ao mesmo tempo delicados, que se tornaram uma febre no Renascimento, imitados para a decoração palaciana em vários países.[30] Fâmulo é tido como o inventor do modo Cenográfico, e Plínio mais uma vez nos dá informações interessantes:

"Mais recentemente viveu Fâmulo, um grave e sério personagem, mas um pintor no estilo floreado. Por este artista existe uma Minerva que tem a aparência de sempre estar olhando o espectador, de qualquer ponto que se olhe. Ele só pinta poucas horas cada dia, e então com grande gravidade, pois que sempre fica de toga, mesmo no meio de seus afazeres. O palácio dourado de Nero era a prisão dos trabalhos deste artista e portanto pouco pode ser visto em qualquer outro lugar.".
- O modo Barroco, como a palavra sugere, mostra uma grande exuberância e vitalidade e o tratamento das figuras tende a ser dramático, com uma técnica de grande liberdade na pincelada que faz uso frequente do tracejado para criar o efeito de chiaroscuro e volume e elaborar a mistura das cores. Os cenários da Basílica de Herculano, da Casa de Naviglio em Pompeia e as Salas de Penteu e Íxion na Casa dos Vécios são bons exemplos dessa tendência.[30][35]

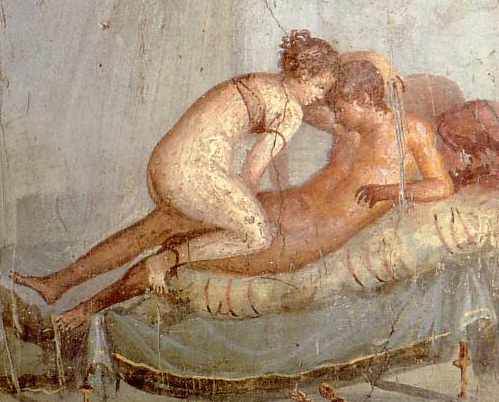
Cena erótica, Casa do Centenário, Pompeia
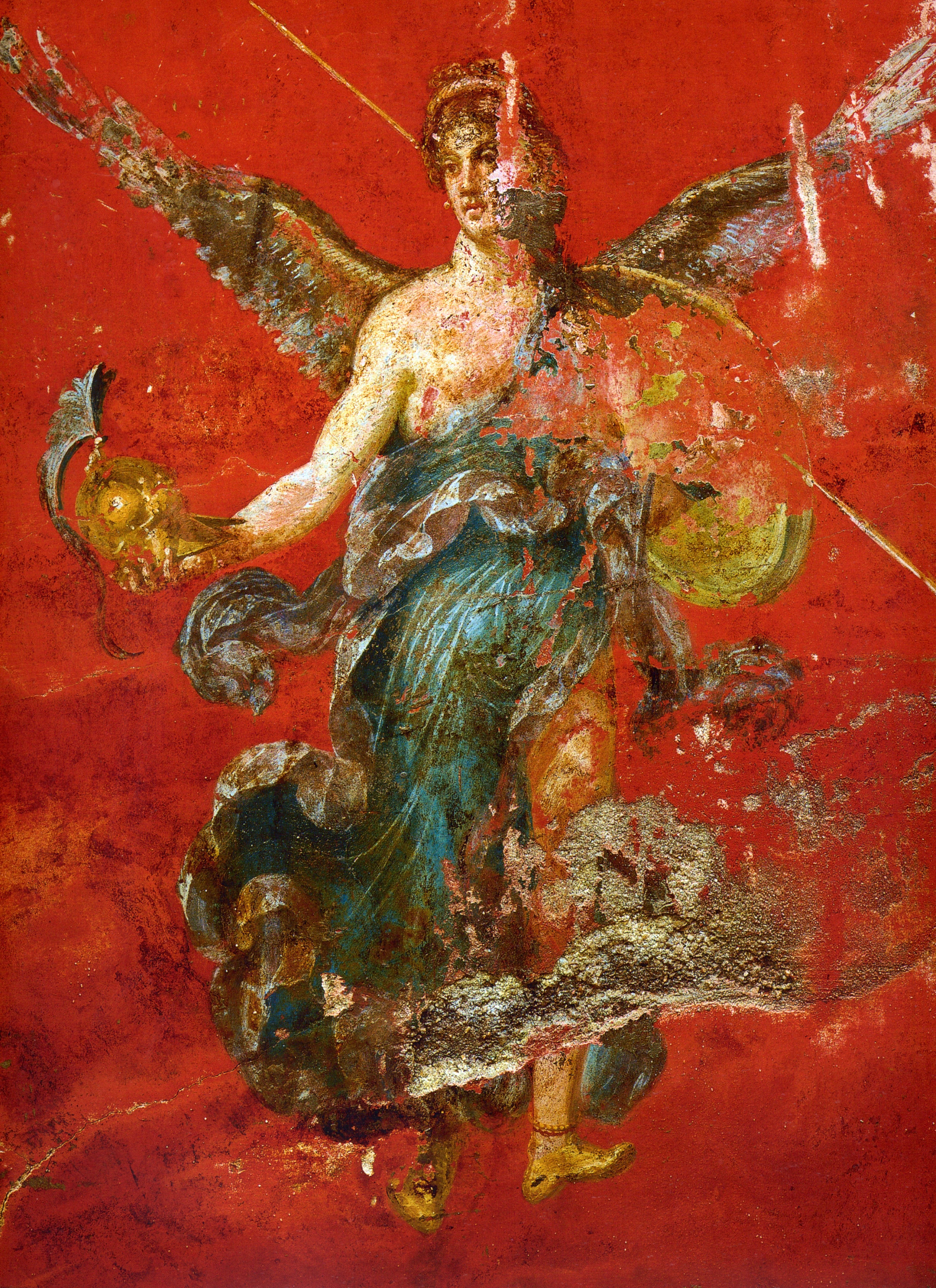
Musa, Hospício dos Sulpícios (Hospitium dei Sulpicii), Pompeia
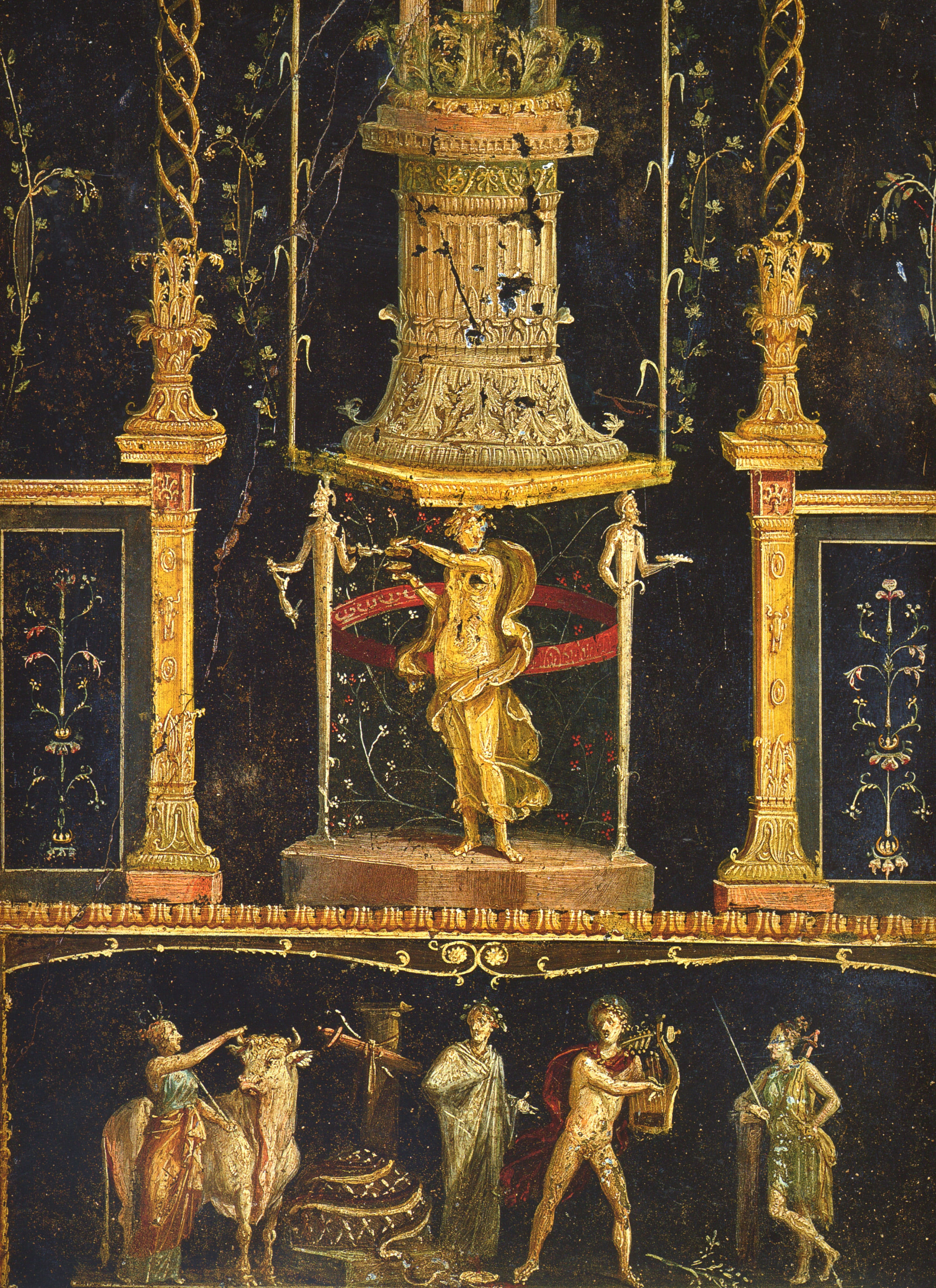
Casa dos Vécios, Pompeia.
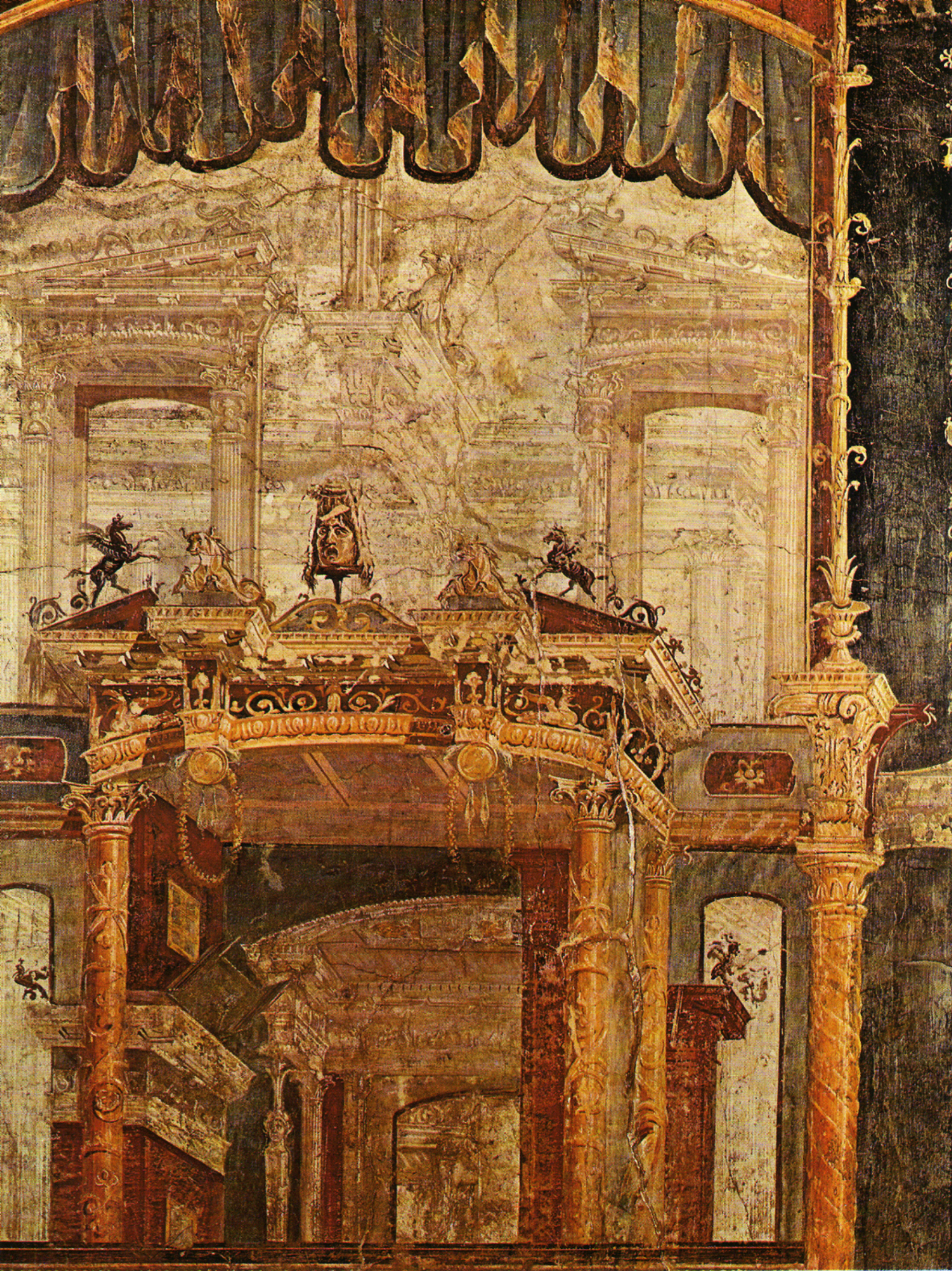
Basílica de Herculano
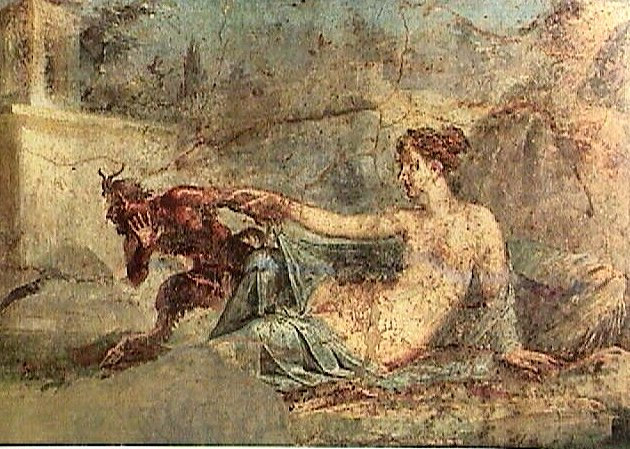
Pã e Hermafrodito, afresco em Pompeia, Museu Arqueológico Nacional de Nápoles

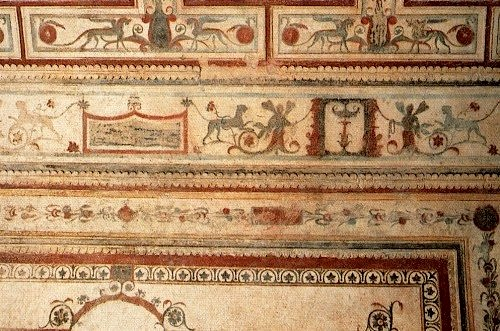
Casa Dourara, Roma
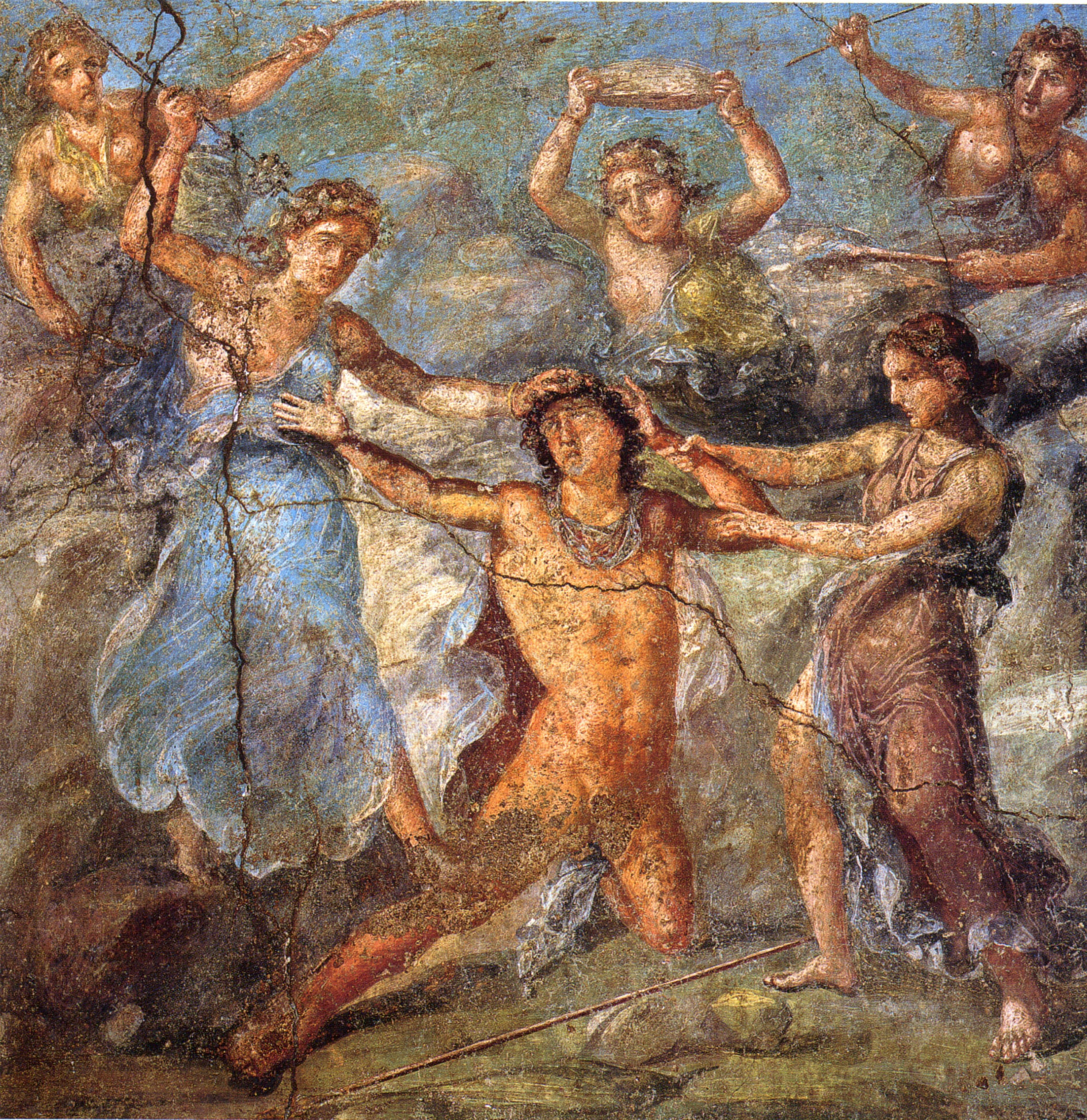
Penteu, Casa dos Vécios, Pompeia
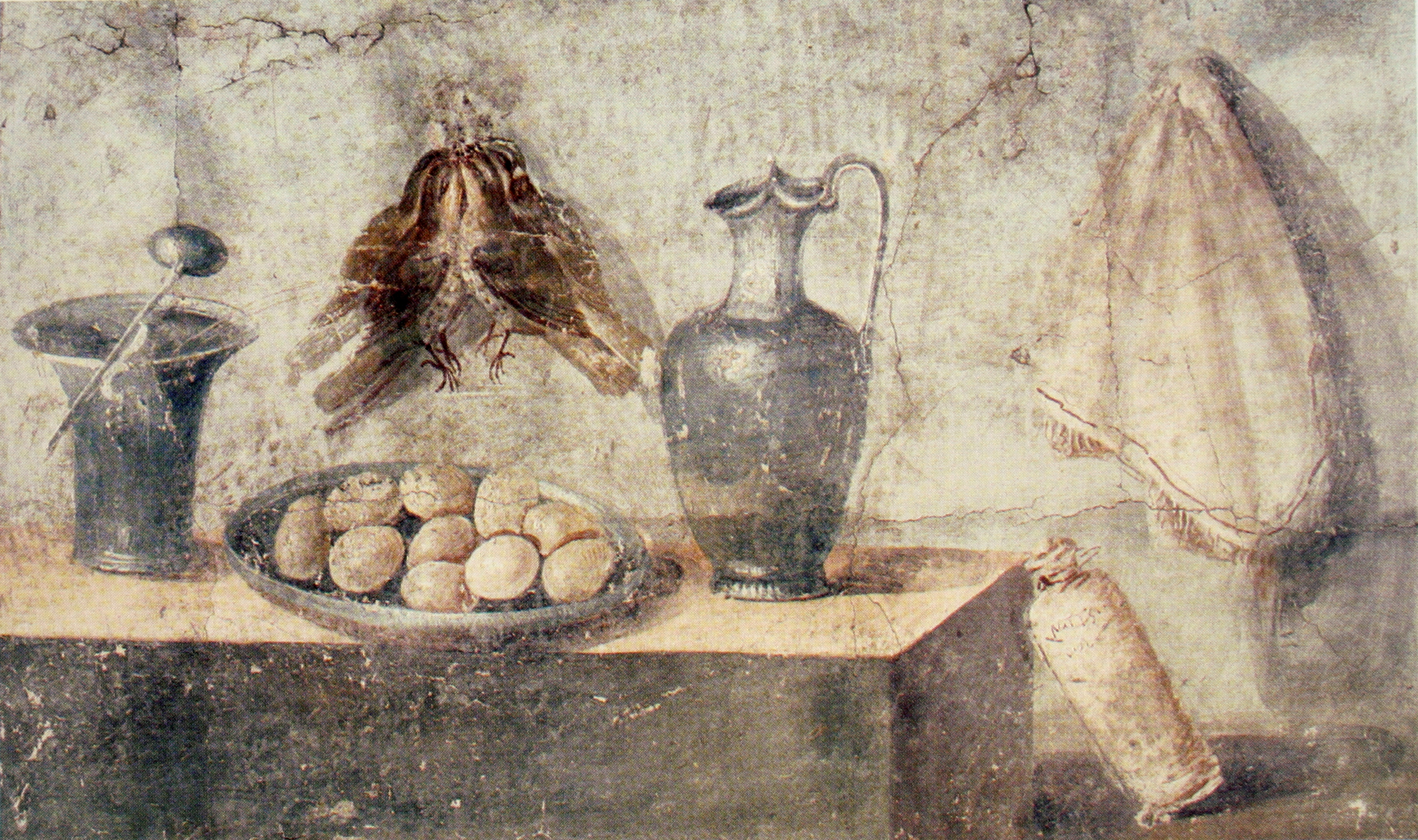
Natureza-morta na Casa de Julia Felix, Pompeia
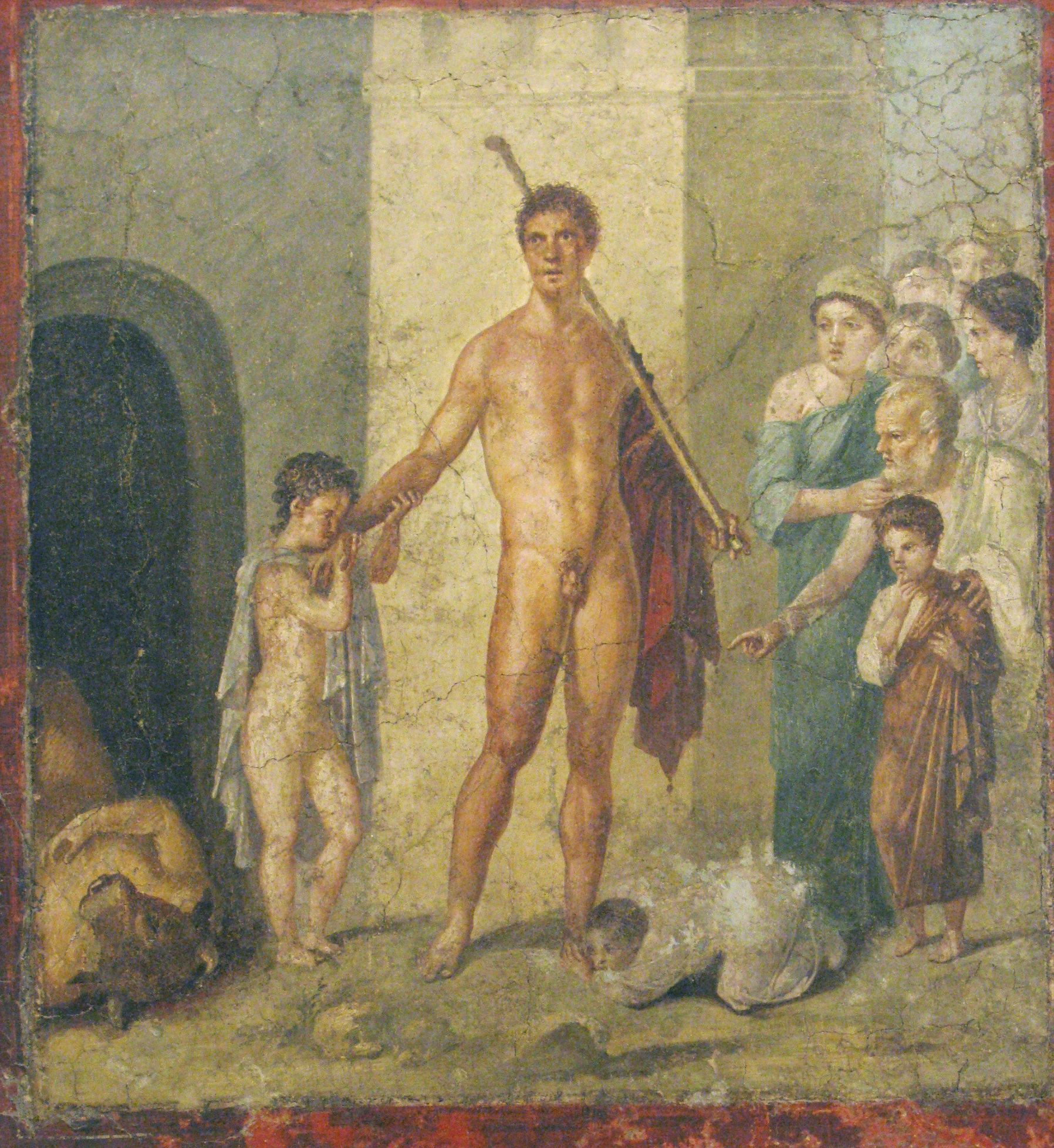
Teseu libertando as crianças do Minotauro, Museu Arqueológico Nacional de Nápoles

## Gêneros particulares

### Retratos
Os retratos merecem um comentário à parte porque eram elemento importante no sistema religioso e social romano. O costume de retratar os mortos tinha longa tradição. Nos lararia das residências, espaços sagrados, se instalavam efígies dos ancestrais como forma de homenagem perpétua, e nas procissões organizadas pelas elites os retratos de família apareciam em destaque, a fim de atestar sua linhagem patrícia. Estas efígies podiam ser esculpidas sob forma de bustos ou cabeças, modeladas em cera ou terracota como máscaras mortuárias, ou pintadas sobre medalhões e escudos, e costumavam apresentar detalhada caracterização fisionômica, fazendo crer que se tratasse de retratos fiéis. Quando se generalizou o uso dos enterramentos, substituindo as cremações dos mortos, esse tipo de imagem também passou a fazer parte dos contextos sepulcrais.

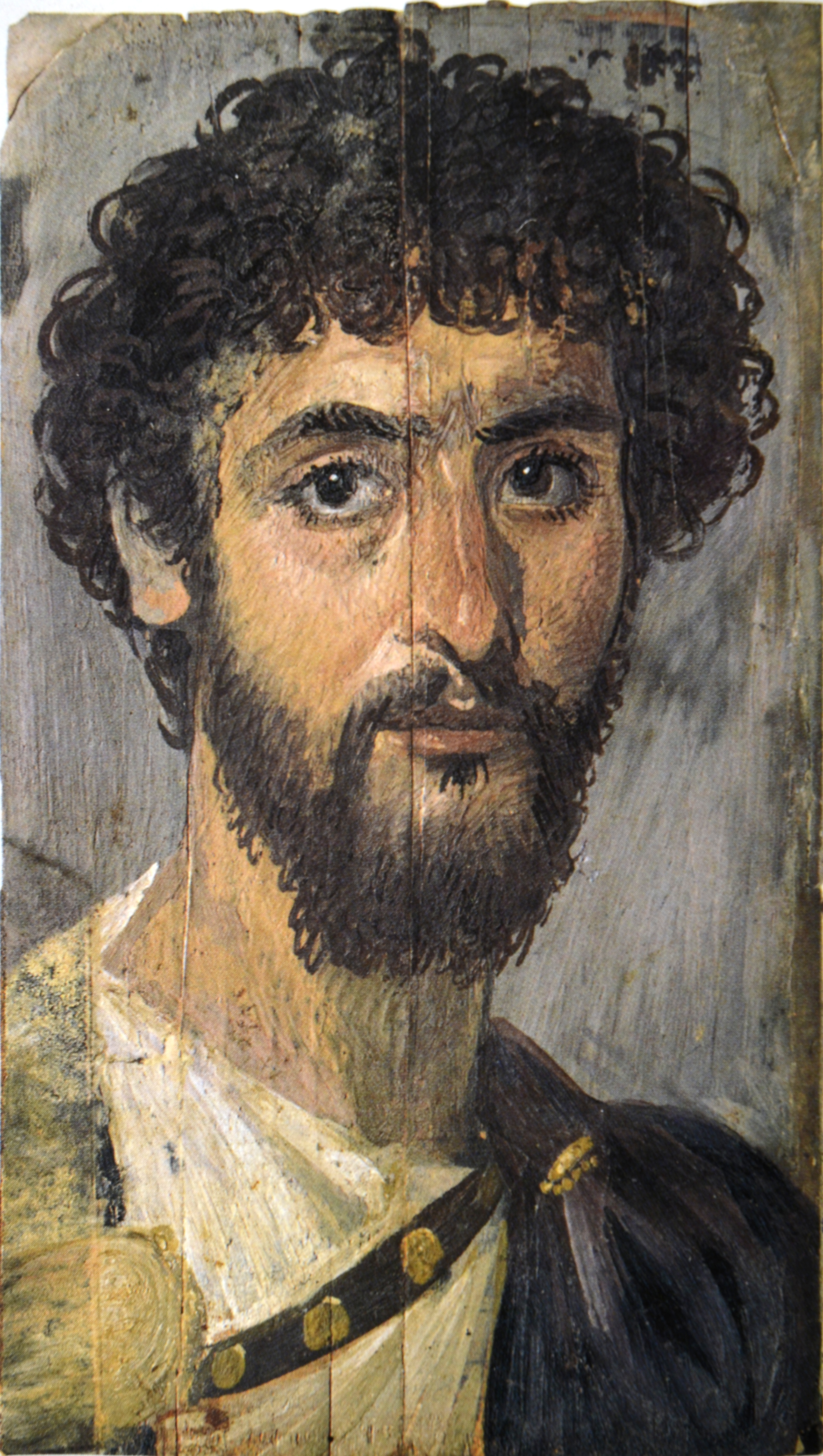
Retrato de homem barbado, Faium

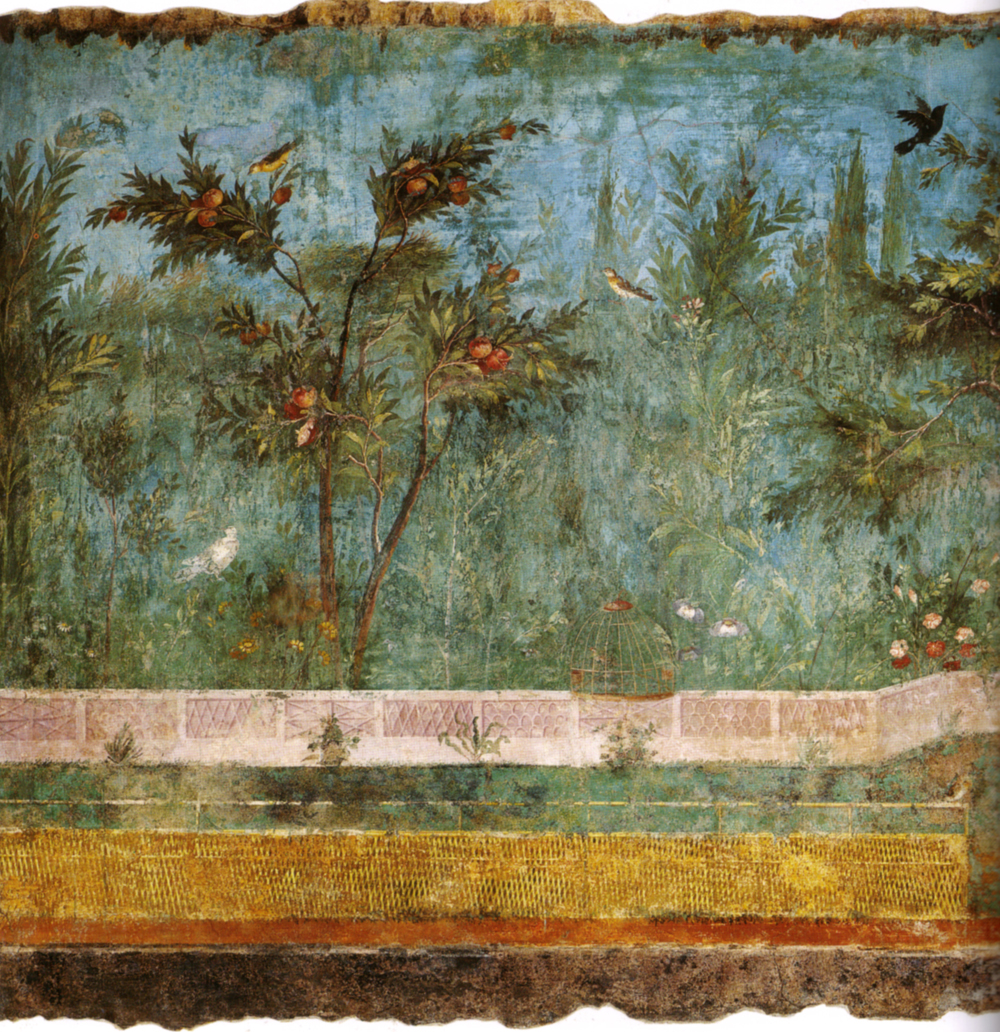
Fragmento de paisagem da Villa de Livia, Roma

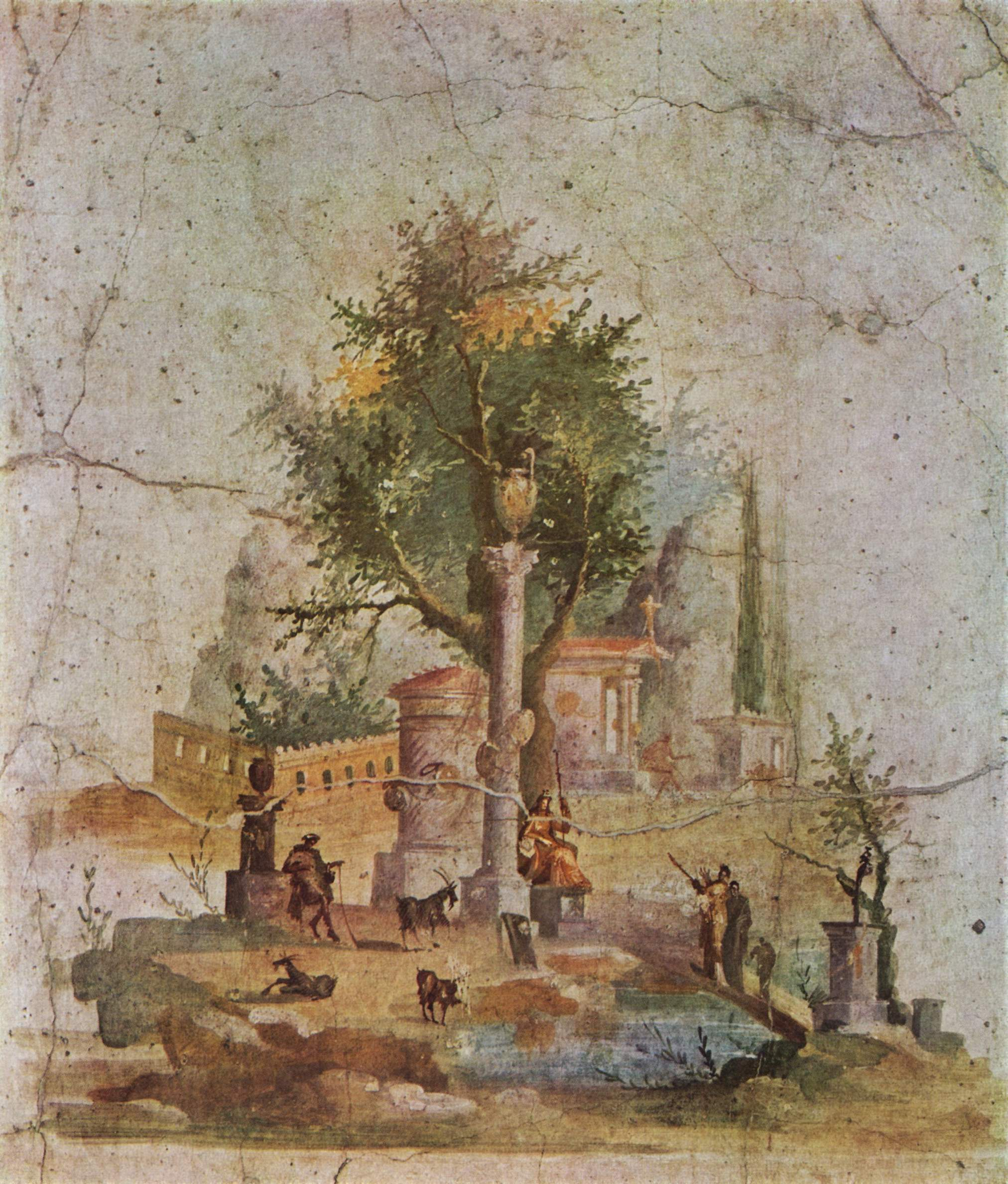
Paisagem do tipo sacro-idílica na Villa Boscotrecase

O uso do retrato não era exclusivo dos romanos, desde o helenismo se tornara comum em todo o Mediterrâneo, não só como lembrança dos mortos, mas também como oferendas aos deuses e como elogio dos vivos, especialmente dos imperadores, generais e outras personalidades. Mas também os cidadãos comuns podiam ter sua face eternizada num retrato, pois a técnica da pintura tinha um custo relativamente baixo, ao contrário da estatuária. No tempo de Plínio, contudo, as práticas memorialistas começavam a perder força na metrópole, embora ainda sobrevivessem nas províncias. Os retratos pintados encontrados na Itália são extremamente raros. Alguns sobrevivem em Pompeia e Herculano, mas o maior e mais importante acervo deste gênero de obra foi recuperado no Egito romano, sendo especialmente afamado o grupo dos retratos de Faium. Parte deste grupo de cerca de mil peças exibe um notável naturalismo, e em sua maioria são datados dos séculos I a III d.C., realizados em encáustica ou em têmpera. Ali os retratos estavam associados com a mumificação, e eram colocados sobre a face do morto ao modo de máscaras mortuárias, dentro de sarcófagos.

### Paisagens e arquiteturas
Pela sua importância para a pintura do ocidente até os dias de hoje, também cabe um tratamento mais detalhado sobre o gênero da paisagem, que floresceu significativamente entre os romanos do reinado de Augusto em diante. Não parece ter havido entre os romanos um desejo de reproduzir qualquer paisagem real, antes coletavam elementos de vários panoramas para comporem cenários fantasiosos e indiferenciados. Algumas vezes se julga que as paisagens tenham sido um produto da arte de Alexandria, inspirado pela poesia bucólica de Teócrito e poetas afins, mas nenhum exemplo foi resgatado naquela região, e tudo leva a crer que seja um gênero autóctone italiano, ainda que possivelmente influenciado por tradições helenísticas. Foi mencionado antes que o inventor do gênero foi Estúdio, já que Plínio, o Velho assim o declara:
"Foi ele o que primeiro instituiu aquele deliciosíssima técnica de pintar paredes com representações de villas, pórticos e jardins paisagísticos, florestas, montanhas, lagos, canais, rios, litorais - de fato, todos os tipos de coisas que se poderia desejar, e também muitas representações de pessoas dentro delas caminhando ou navegando, ou, de volta à terra, chegando ás villas no lombo de burros ou em carruagens, e também pescando, caçando ou mesmo lavrando a terra e colhendo a uva (...) e muitos outros temas animados como estes, indicativos de um talento vivaz. Este artista também começou a prática de pintar representações de cidades litorâneas sob as arcadas de galerias públicas, assim produzindo vistas deleitosas com um custo mínimo".
Mas alguns peritos não acreditam que a declaração pliniana seja inteiramente correta, pois a pesquisa recente aponta exemplos paisagísticos precursores importantes como o Jardim de Livia, pintado em sua villa romana, que, de acordo com Boardman, Griffin & Murray, não podem ser ligados a Estúdio, mas é possível sim que ele tenha dado uma feição inovadora a uma tradição preexistente. Isso parece assegurado em vista da preferência romana do período imperial por uma descrição da natureza onde ela estivesse subjugada, ordenada e embelezada pelo espírito humano, manifestando-se pictoricamente sob a forma de uma interpenetração entre arquiteturas complexas e jardins formais cultivados. Essa associação já era encontrada entre os gregos, que convencionalizaram a natureza para que servisse a propósitos decorativos - como o caso notório da folha de acanto estilizada dos capitéis coríntios - e era uma tradição também no Oriente Próximo, cujas práticas de horticultura foram imitadas pelos romanos e estavam, segundo Woksch, subordinadas a considerações racionais arquitetônicas. Também estava de acordo com o programa ideológico do tempo de Augusto, que buscava expressar a ideia de que os romanos de então viviam em um mundo regido por uma vontade divina onde primava a ordem, uma ordem que era preservada na Terra pelo imperador divinizado. Muitas dessas paisagens são comumente chamadas de "sacro-idílicas", pois retratam um santuário ou monumento sacro em cujo entorno se reúnem grupos variados de personagens, dispostos contra um cenário de claras qualidades poéticas e evocativas.

### Pinturas triunfais
Novamente Plínio nos conta sobre a prática da pintura triunfal no período imperial, representando episódios das batalhas, os cortejos triunfais após as vitórias militares, e mapas, que eram figurados para ressaltar pontos chave das campanhas. Segundo ele o efeito ilusionístico das pinturas era tão eficiente que de fato enganava o público. Flávio Josefo descreve um exemplo de pintura triunfal executada na ocasião do saque de Jerusalém por Vespasiano e Tito, dizendo que "até o fogo sendo colocado no templo estava representado ali, e casas caindo sobre seus donos".

### Pintura popular

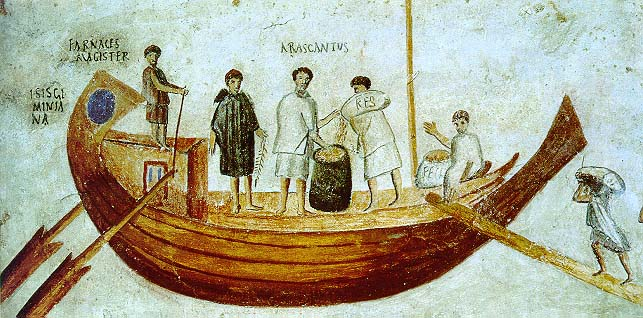
Pintura popular de Óstia Ântica

A descrição feita sobre os quatro estilos de pintura informa sobre o desenvolvimento da grande tradição herdada dos gregos e helenistas, de caráter erudito, mas especialmente na área vesuviana sobreviveram muitos exemplos que devem ser estudados no contexto da cultura popular. Tratam a maior parte das vezes de temas locais, de episódios da vida real da população em seus afazeres cotidianos, outras mostram procissões, cenas de culto e imagens de deuses, e outras funcionavam evidentemente como painéis de anúncio de lojas e oficinas. Essa coleção heterogênea apresenta amiúde feições toscas, e sua unidade interna é fraca, mas não são raras as imagens dotadas de charme e qualidades ingênuas muito interessantes, além de serem expressões autênticas da voz do povo. Por isso são de grande valor para o entendimento da vida romana como um todo 

## Materiais e técnicas

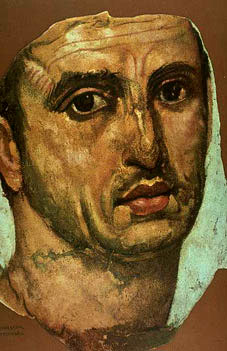
Retrato em encáustica, Egito

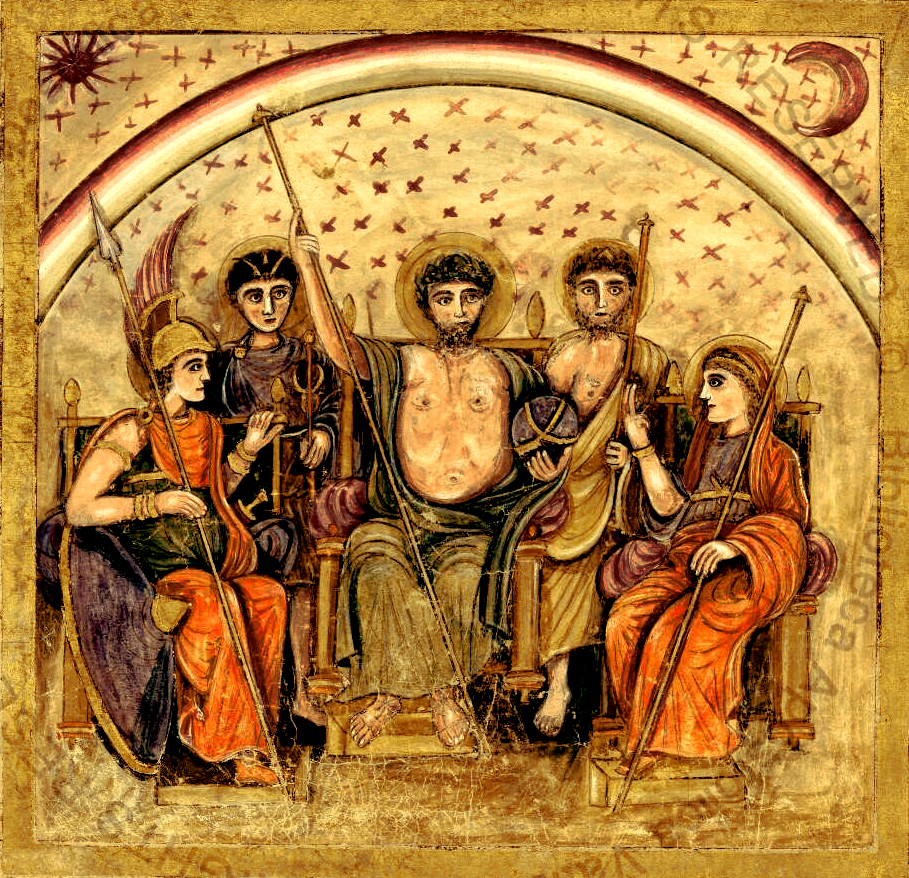
Assembleia dos deuses, iluminura no Virgílio Romano (Vergilius Romanus)

Os materiais usados pelos romanos dependiam do gênero da pintura. Os suportes eram a madeira, o tecido (linho) e o marfim para painéis portáteis, e a pedra e o estuque para a pintura mural. Para Plínio a verdadeira pintura era aquela feita sobre painéis de madeira, e lamentava que esse gênero estivesse caindo em desuso em sua época para atender às exigências da moda de ostentação das elites, que preferiam os afrescos parietais. Os pigmentos eram em geral obtidos de minerais e de essências vegetais e animais. Contudo, somente temos informações detalhadas sobre a técnica da pintura mural, deixadas por Plínio e Vitrúvio em seus escritos. Vitrúvio escreveu longamente sobre os métodos de preparação da parede e citou que era possível obter sete cores puras a partir de minerais pulverizados e nove compostas, também de origem mineral, a partir de um complexo processo de preparação. Os vários tons de preto eram conseguidos com a calcinação de resinas, gorduras animais, ossos ou madeira, e o célebre e custoso púrpura era um produto de certas espécies de moluscos. O azul-celeste era preparado misturando certos metais e vidros pulverizados e calcinados. Alguns procedimentos podiam ser usados para aumentar o brilho ou a transparência das cores depois de secas, como a aplicação de misturas de cera e óleo, depois polidas com panos impregnados de cinza de velas para acabamento.
Se o artista usava a técnica do afresco verdadeiro, quando o pigmento era aplicado diretamente sobre uma base de estuque fresco, as cores eram limitadas pela reação química dos materiais entre si. Desta forma somente quatro tons podiam ser usados com segurança - amarelo, preto, branco e vermelho, um padrão que havia sido consagrado pelos gregos - que eram permanentes, enquanto que outras cores tinham uma durabilidade incerta. Mesmo assim Vitrúvio ensinava como adicionar cores extras após a secagem pintando em encáustica sobre a base afrescada. Já Plínio relatava com detalhes diversas formas de se obter uma grande gama de gradações apenas com as quatro cores básicas através do uso de velaturas sucessivas com tons diferentes. Mas permanecem vários aspectos da técnica romana de pintura mural que ainda não foram desvendados.
A outra técnica que se pode estudar mais detidamente é a da encáustica, que podia ser aplicada sobre a parede ou sobre madeira. Os melhores exemplos são os retratos sobre madeira encontrados no Egito. A encáustica usa um meio de cera para fixar o pigmento, e o artista deve possuir grande agilidade e segurança na pincelada, pois deve trabalhar com rapidez enquanto a cera está quente e fluida. As pinceladas permanecem por isso bem visíveis e as cores brilhantes, possibilitando a criação de imagens de grande sensibilidade, poesia e vivacidade.
Plínio também fala de pinturas sobre telas, citando o exemplo de um enorme retrato do imperador Nero que tinha 120 pés de altura (c. 36 m), que foi destruído por um raio, mas não fornece mais detalhes. Ele refere em muitos lugares outras obras portáteis, mas não descreve sua técnica. Por fim, faça-se uma referência à ilustração de manuscritos, conhecida como iluminação. Essa prática, que aplicava pigmentos (usualmente na técnica da têmpera) sobre pergaminho, já era bastante divulgada no helenismo tardio. Em Roma se conhecem exemplos do século I, aparecendo no livro Hebdomades vel de imaginibus de Marco Terêncio Varrão. Outro é do século V ou VI, numa cópia da Ilíada, mas seu estilo sugere uma inspiração em fontes mais antigas. Duas cópias de obras de Virgílio do século V sobrevivem com ilustrações. Com texto cristão, o único exemplo primitivo que se conhece antes da dissolução do império é a Ítala de Quedlimburgo, da qual resta apenas um único fragmento.

### Composição, cópia e invenção

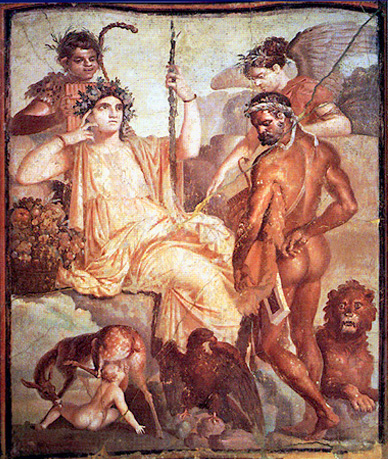
Hércules encontrando seu filho Télefo, Basílica de Herculano

Para a composição das pinturas murais os romanos revelaram a mesma inclinação eclética que exibiram em outras artes. A partir de um grande repertório de figuras e motivos deixado pelos gregos e helenistas, eles sentiam-se livres para copiar diretamente elementos formais prontos de várias fontes para a criação de uma composição nova, ou os alteravam à vontade para satisfazer o gosto de seus patronos, e isso empresta a elas um caráter muitas vezes pouco unificado, o que é especialmente visível durante os estilos Terceiro e Quarto. Seu estilo geral tende, assim, a ser inconsistente e fragmentário, com uma abundância de citações de outros autores e pouca preocupação com uma unidade compositiva poderosa. A pintura Hércules encontrando seu filho Télefo, na basílica de Herculano, é citada muitas vezes como exemplo por excelência dessa característica. Também encontram-se diversos exemplos de cenas que obviamente derivam de um mesmo modelo, mas com significativas variações entre elas, e com diferentes áreas com tratamentos muito diferenciados. Entretanto, lembre-se que esse aspecto multifacetado é uma apreciação moderna, e os romanos provavelmente viam as coisas de outra forma.
De fato, eles mantinham em geral uma opinião altamente positiva a respeito da cópia, e se orgulhavam de seu papel de êmulos de uma tradição que reconheciam como grande. Boa parte da crítica estética até o primeiro Império estava, segundo Clarke, empenhada em descobrir os melhores métodos para uma boa imitação dos modelos consagrados, uma busca que tinha um fundamento ético além do estético. Griffin diz que as representações mitológicas tinham uma função acima de tudo pedagógica e moralizante, porque "eram exemplares, porque ilustravam e explicavam algo da ordem do mundo e das relações entre os homens e os deuses". Plínio dizia que a melhor pintura era aquela que imitava perfeitamente a natureza, devendo ser tão realista e ilusionista quanto possível. Vitrúvio, porém, se lamentava de que a imitação da natureza estava em seus dias sendo abandonada em favor do fantasioso. Essa pode ter sido uma visão conservadora, pois outros escritores como seu contemporâneo Quintiliano afirmavam que a imitação por si, se bem que de grande valor, não era tudo, e devia ser complementada, num artista maduro e criativo, por uma reflexão pessoal. A fantasia era indispensável como quando, por exemplo, se retratavam os deuses, de quem não havia protótipos autênticos conhecidos, não havia um objeto "real" que pudesse ser imitado, e assim o recurso tanto à imaginação como aos autores da antiguidade, que fixaram tipos canônicos, era compulsório. Mesmo com opiniões distintas, a atmosfera estética como um todo ao longo do Império parece ter continuado a dar grande importância à imitação dos antigos para o aprendizado de um vocabulário formal de eficiência comprovada pelo tempo e compreendido por todos em uma vasta região. Destarte, compor uma obra onde se revelava, em citações visuais de diversas fontes, o conhecimento de autores importantes, era um sinal de erudição do artista, e servia para aumentar-lhe a fama.

## A pintura tardo-imperial e sua posteridade

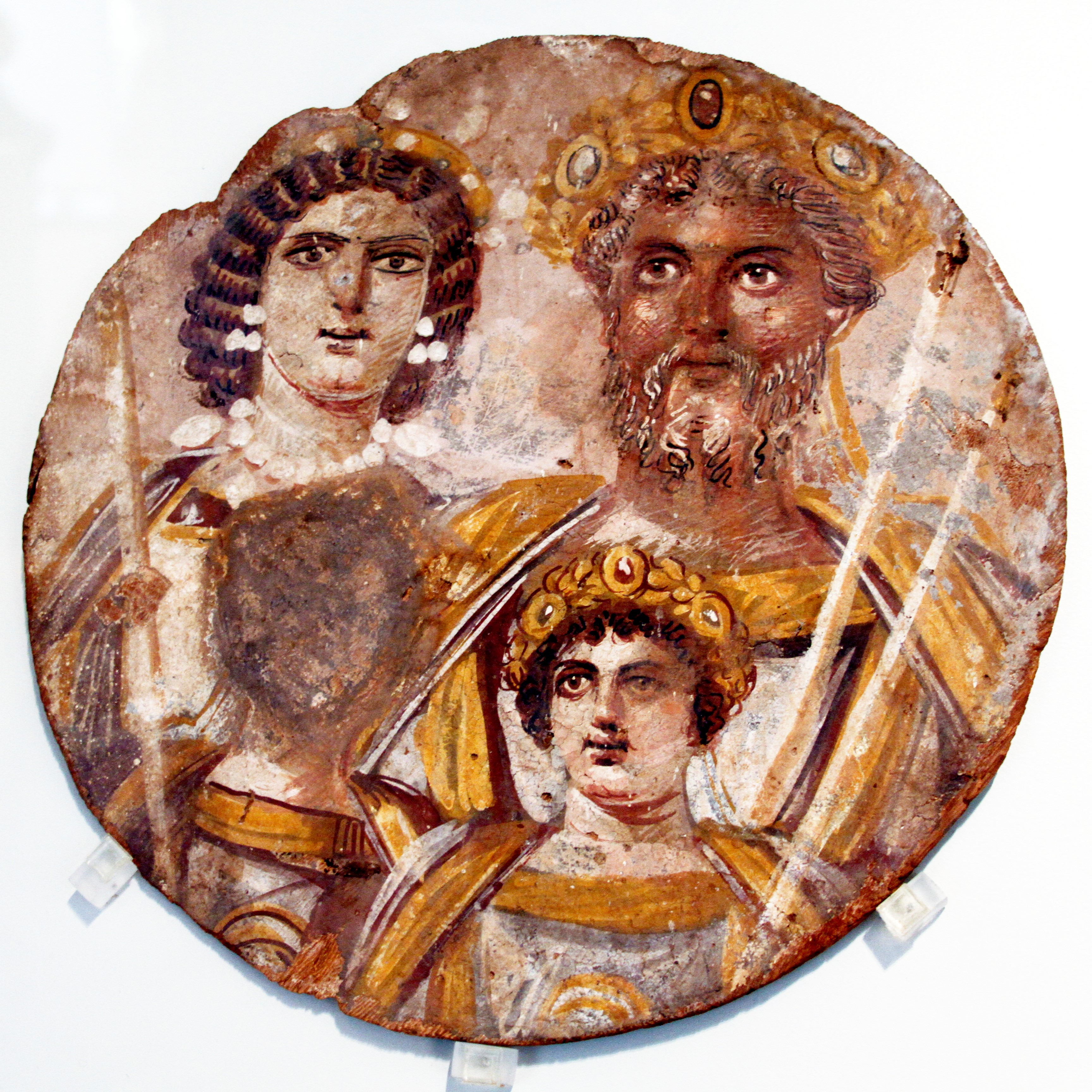
Retrato do imperador Sétimo Severo com sua família, século II-III

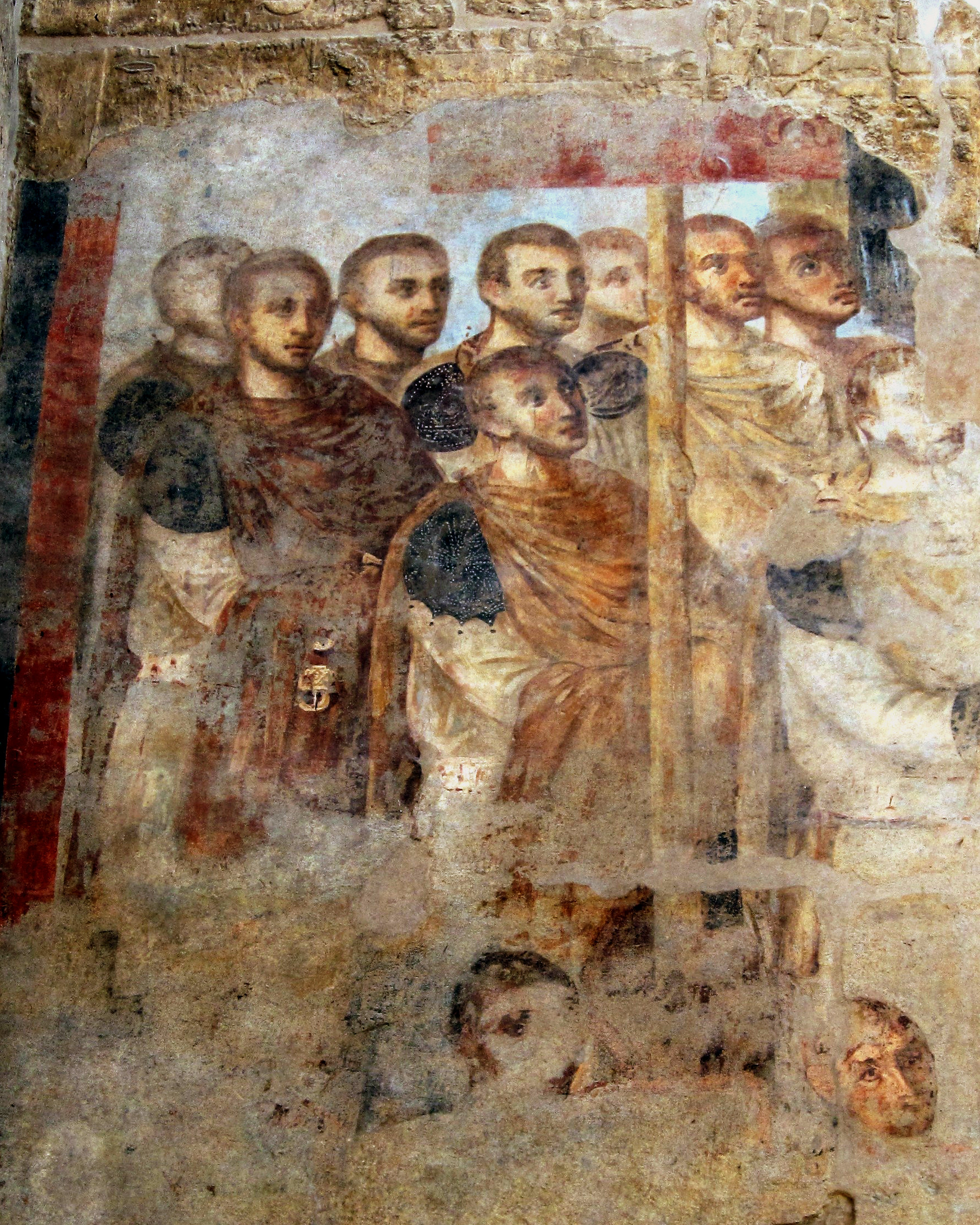
Fragmento de mural em templo de Luxor, Egito, século III

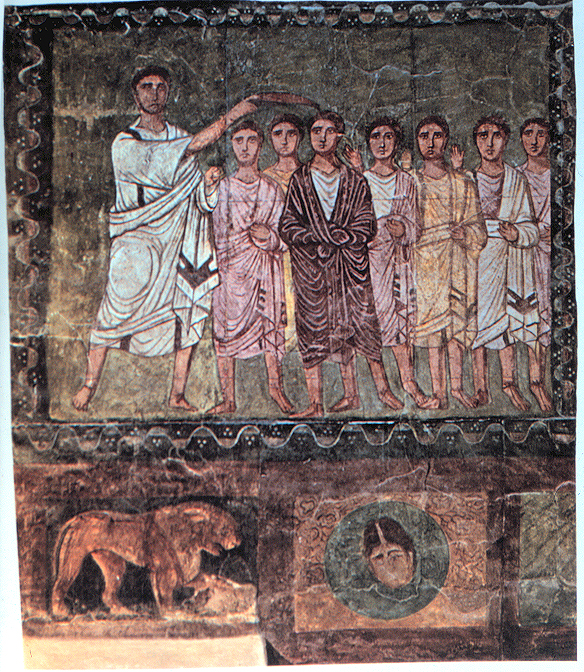
Samuel ungindo Davi, Sinagoga de Dura Europo, Síria, século III

Depois da destruição de Pompeia e Herculano em fins do século I d.C. a pintura decorativa romana continuou numa linha que simplesmente variava as soluções plásticas do fim do Quarto Estilo. Quando reinou Adriano, que nascera poucos anos antes de o Vesúvio enterrar aquelas duas cidades, parece que na região de Óstia Ântica já estava sendo praticada uma arte diferente, atuando como a vanguarda de parâmetros que mais tarde se generalizariam, se bem que a escassez de exemplos de pintura mural tardo-imperial torne arriscado afirmar qualquer coisa com muita certeza. Entre as características mais marcantes da coleção ostiense está um aparente desprezo pelo rigor do prumo e do esquadro, que em tempos anteriores criara convincentes ilusões de perspectiva e arquiteturas bastante exatas, para dar lugar a um desenho de linhas livres, bastante fora das coordenadas ortogonais. De qualquer forma, pelo fim do século II a sensação de solidez e a racionalidade da arquitetura figurada haviam se dissolvido. Isso levou alguns críticos modernos a verem nessa fase uma queda na qualidade, mas a transformação pode ter simplesmente espelhado mudanças nos valores estéticos daquele tempo. Também se percebe uma tendência a um alongamento e esquematização das silhuetas, a um uso de contrastes mais dramáticos, e de retorno parcial a fórmulas abstratas reminiscentes do Primeiro Estilo. Nos tetos, se tornava popular a cobertura em cúpula, fazendo com que se desenvolvessem esquemas de pintura baseados nas diagonais ou em geometrias mais complexas, com belos exemplos na Casa das Cúpulas Pintadas, em Óstia, do século III. O acervo de relíquias pictoriais do séculos II em diante, até o fim do século V, que marca o fim do Império Romano do Ocidente, é bastante escasso, mas novas imagens têm aparecido em vários lugares da Europa em anos recentes, com o incremento das pesquisas arqueológicas. Um dos melhores exemplos que sobrevivem da pintura tardo-imperial não é pagão, pertence a um contexto hebraico, e data do século III, encontrado na sinagoga de Dura Europo, na província da Síria, mostrando as primeiras representações conhecidas de cenas do Antigo Testamento.
Mas a novidade maior nesta fase é o desenvolvimento de uma nova iconografia religiosa com o surgimento do cristianismo. As pinturas paleocristãs não conquistam uma visibilidade relevante senão após o século II. Em primeiro lugar porque em seu início eram apenas bosquejos criados por um grupo reduzido e geralmente inculto e de escassos recursos artísticos, mas também porque o Cristianismo primitivo compartilhava muito da aversão judaica pela criação de imagens. Paulino de Nola, rico cristão do século III, ainda precisava justificar-se por ter mandado pintar imagens de seres vivos nas paredes das igrejas que reconstruíra, dizendo que
"A maioria da multidão aqui não sabe ler. Essas pessoas, durante muito tempo acostumadas a cultos profanos, nos quais seu ventre era seu Deus, são finalmente convertidas em prosélitos de Cristo enquanto admiram as obras dos santos de Cristo reveladas (pelas pinturas) para os olhos de todos. Vêde como tantos se reúnem vindos de todas as partes e como agora contemplam maravilhados as cenas com suas pias mas rudes mentes (...) Portanto, pareceu-nos um trabalho útil alegremente embelezarmos as casas de (São) Félix com pinturas por todos os lados ..." 
Além disso, em alguns momentos essa religião enfrentou perseguições que impediram um florescimento artístico, e mesmo quando foi oficializada pelo império os cristãos mais ilustres ainda apreciavam a cultura clássica e seus modelos formais derivados do paganismo. Para estes foi relativamente fácil reinterpretar os antigos mitos sob forma de alegorias, e aplicá-los ao novo culto, e nesse sentido ainda eram aceitáveis representações pagãs como meios de divulgar máximas moralizantes e como um elo com os pagãos na crença comum numa vida após a morte. Essa associação entre cristianismo e paganismo já era visível veladamente nos escritos de São Paulo, onde abundam alusões à majestade do Cristo que eram uma clara transposição para um novo contexto das apologias imperiais do tempo de Augusto, e entre os séculos II e III iniciou um processo consistente de elaboração de um repertório iconográfico especificamente cristão, mas cujas fórmulas visuais eram muito mais antigas. Não surpreende que no imaginário paleocristão o Cristo possa ser representado da mesma maneira que Apolo, o deus do sol, a iluminar o mundo, como Orfeu pacificando as "feras" (pagãos) com sua "música" (doutrina), ou como um filósofo clássico ensinando aos discípulos os segredos da nova filosofia. Com a progressiva ascensão do prestígio do Cristianismo esses elementos adquiriram mais peso na cultura romana tardo-imperial.
Os primeiros exemplos de pintura paleocristã são encontrados nas catacumbas, e os motivos são os mesmos das decorações pagãs: guirlandas de flores, animais, cupidos, alegorias e figuras humanas de significado ambíguo. Algumas delas são mais claras, mostrando pessoas em oração e as figuras simbólicas do peixe e do Bom Pastor. No século III, aparecem cenas dos Evangelhos, do Antigo Testamento e de lendas cristãs, mas seu estilo e qualidade são muito desiguais. No fim do século III a leveza e graça dão lugar a uma remodelação nos cânones clássicos e no século seguinte já se delineia uma estética diferente, mais pesada, esquemática e de tendência abstratizante, que levaria à formação do estilo bizantino, tendo Constantinopla como seu principal centro de irradiação. Quando o cristianismo recebeu apoio oficial com o Édito de Milão de 313 se iniciou um programa de construção de muitas igrejas e basílicas, cujas decorações internas constituem a mais importante realização artística do período tardo-imperial. Embora suas paredes e cúpulas fossem muitas vezes revestidas de mosaicos, uma técnica que rapidamente entrou no gosto geral para decoração de templos cristãos, em outras se preferiu o afresco, e como tais templos foram erguidos com o patrocínio da elite, quando não da própria família imperial, o nível de qualidade de longe superava a primitiva pintura das catacumbas, e é de lamentar que praticamente todas essas obras tenham desaparecido em reformas posteriores.

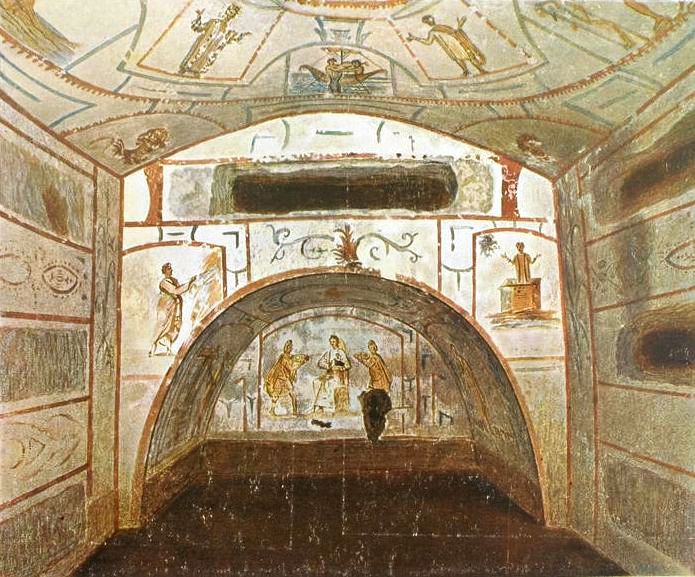
Catacumba dos Santos Marcelino e Pedro, Roma
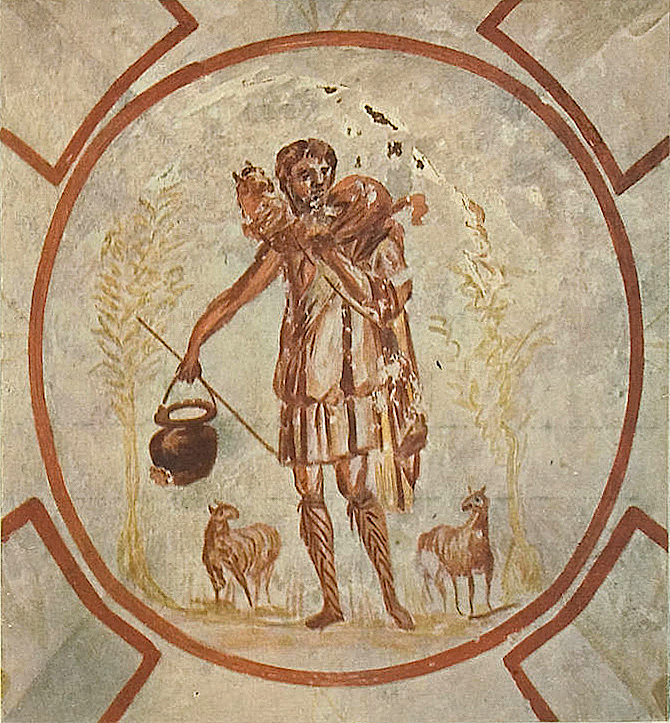
O Bom Pastor, Catacumba de São Calisto, Roma
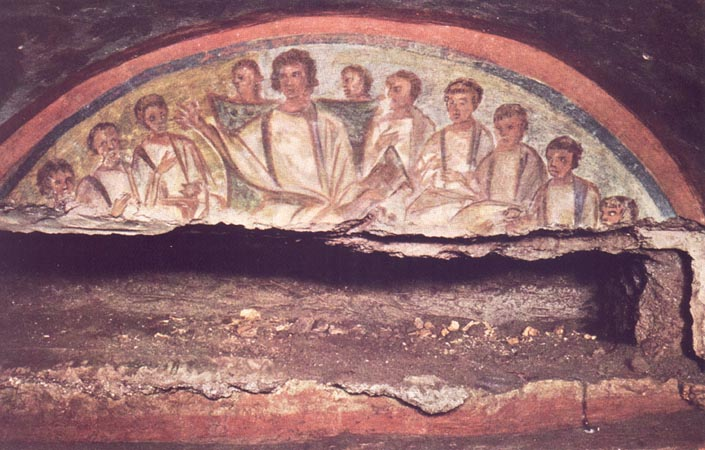
Cristo ensinando os Apóstolos, repetindo cenas pagãs de filósofos com seus alunos, Catacumba de Domitila, Roma
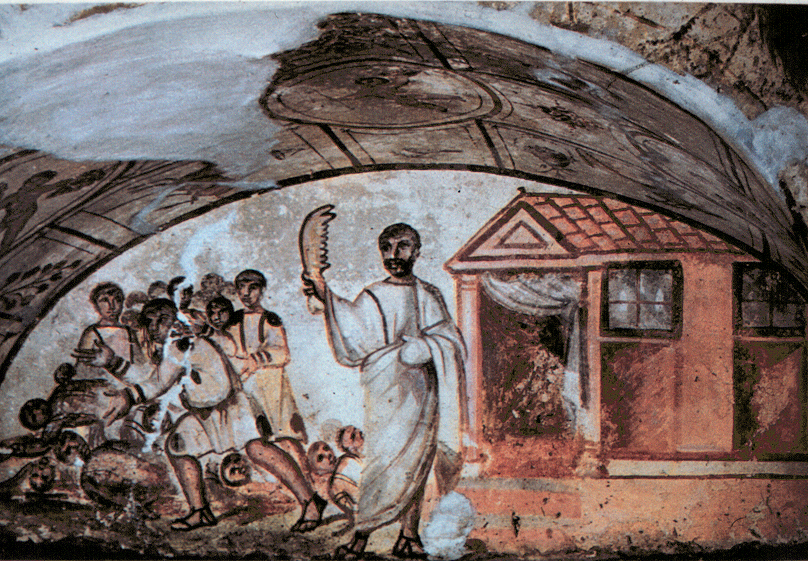
Sansão e os filisteus, Túmulos da Via Latina, Roma

### Legado
A pintura romana tardo-imperial foi a base de formação da pintura bizantina, e seus ecos permanecem vivos até hoje através das tradições artísticas preservadas pela Igreja Ortodoxa, enquanto que para o Ocidente ela continuou dando inspiração para a elaboração de elementos formais e esquemas decorativos da primeira Idade Média, notadamente na Renascença Carolíngia. A pintura da Roma Antiga continuou exercendo uma influência não desprezível ao longo de toda Idade Média europeia, influindo também sobre os estilos Românico e Gótico. Nesta altura os exemplos murais e as pinturas portáteis estavam virtualmente perdidos para os medievais, mas ainda se podiam estudar muitos mosaicos antigos, que eram transposições de princípios pictóricos para outro meio, e ainda havia um bom acervo de manuscritos antigos disponível, com relatos sobre as artes romanas, o que continuava a instigar a imaginação dos artistas, especialmente quando a ocasional presença de ilustrações em iluminuras dava referências imediatas. Sua grande importância no Renascimento já foi discutida antes e não é preciso repeti-la, mas cabe mencionar finalmente que no século XVIII, com uma renovação no interesse pela cultura da antiguidade clássica e novas descobertas arqueológicas na região do Vesúvio, a pintura romana voltou a entrar em evidência. Os exemplos escavados causaram importante debate, especialmente na França - onde dominava o estilo Rococó - a respeito de suas qualidades austeras e objetivas, que foram consideradas um remédio para os alegados defeitos de frivolidade e sensualidade da escola vigente, tornando-se um elemento importante na constituição da pintura neoclássica, cujo acentuado historicismo muitas vezes chegou às raias da exatidão arqueológica. Sua influência perdurou no século XIX, e sob uma atmosfera romântica exemplos da antiguidade romana ainda eram fonte de inspiração para os pintores e decoradores, continuando essa voga até o fim do século, quando conviveu com as primeiras manifestações das vanguardas pré-modernistas.

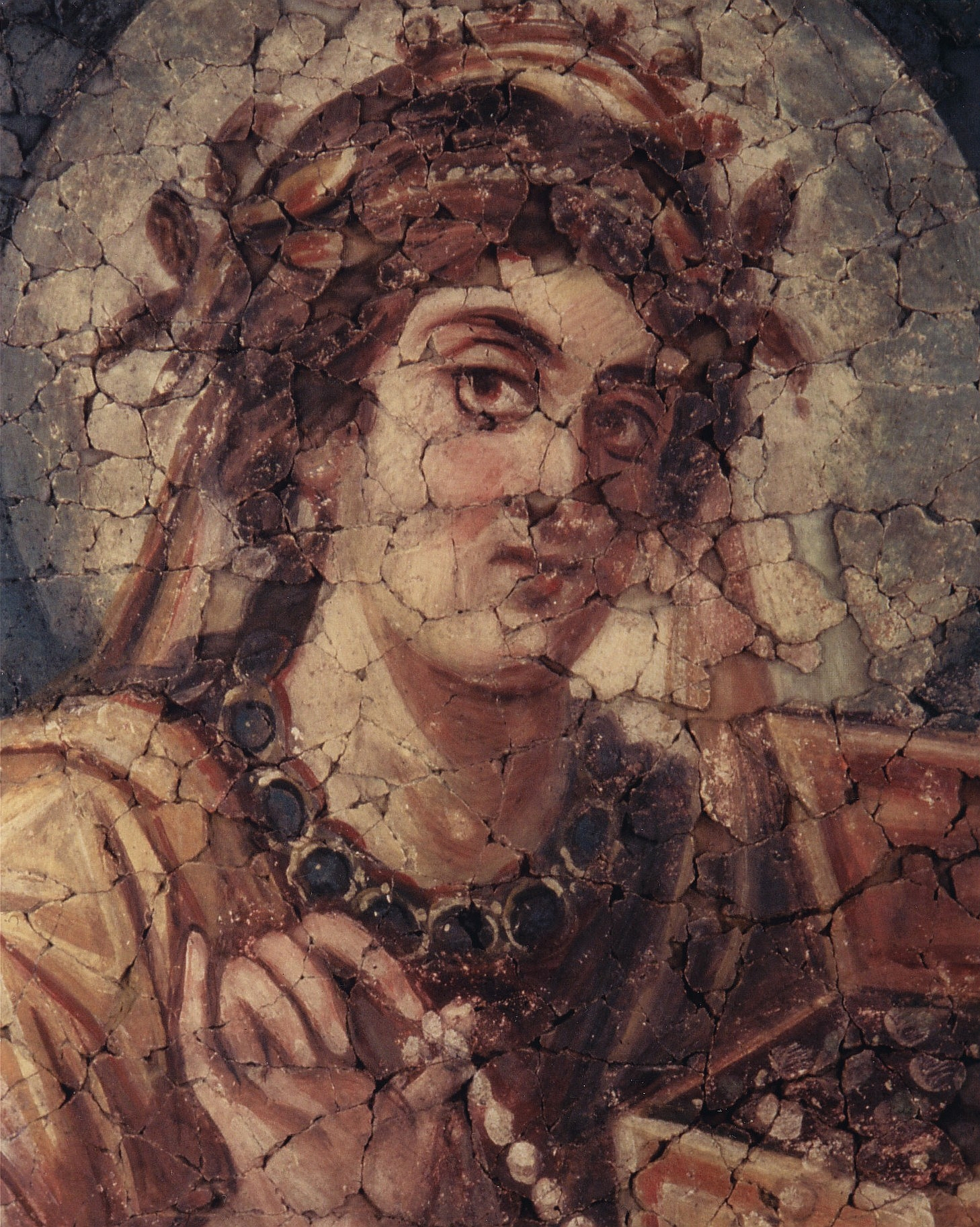
Tréveris, Alemanha
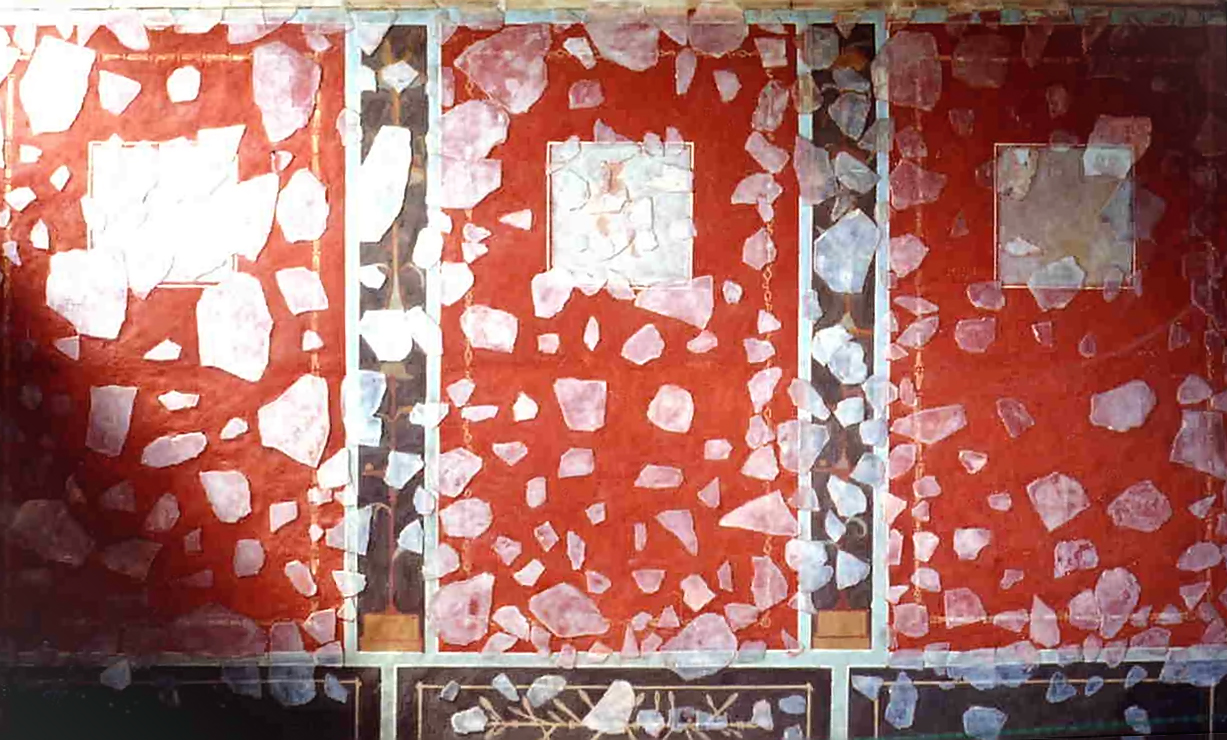
Budapeste, Hungria
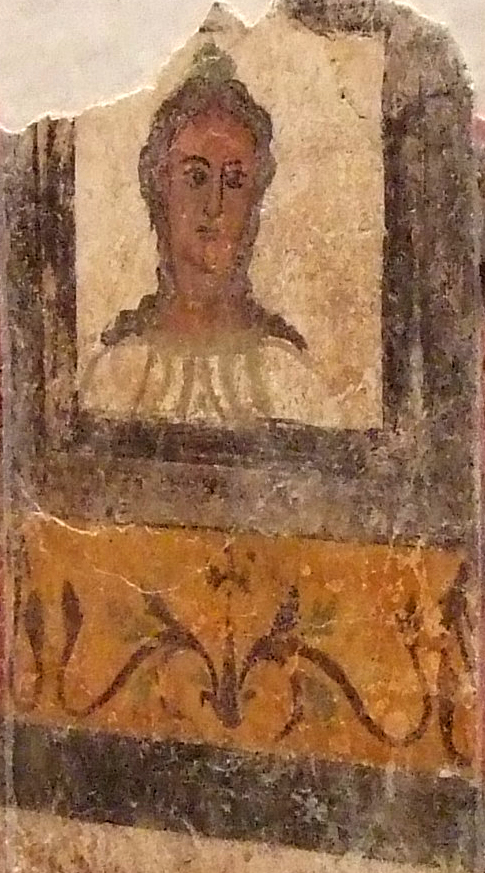
Saragoça, Espanha
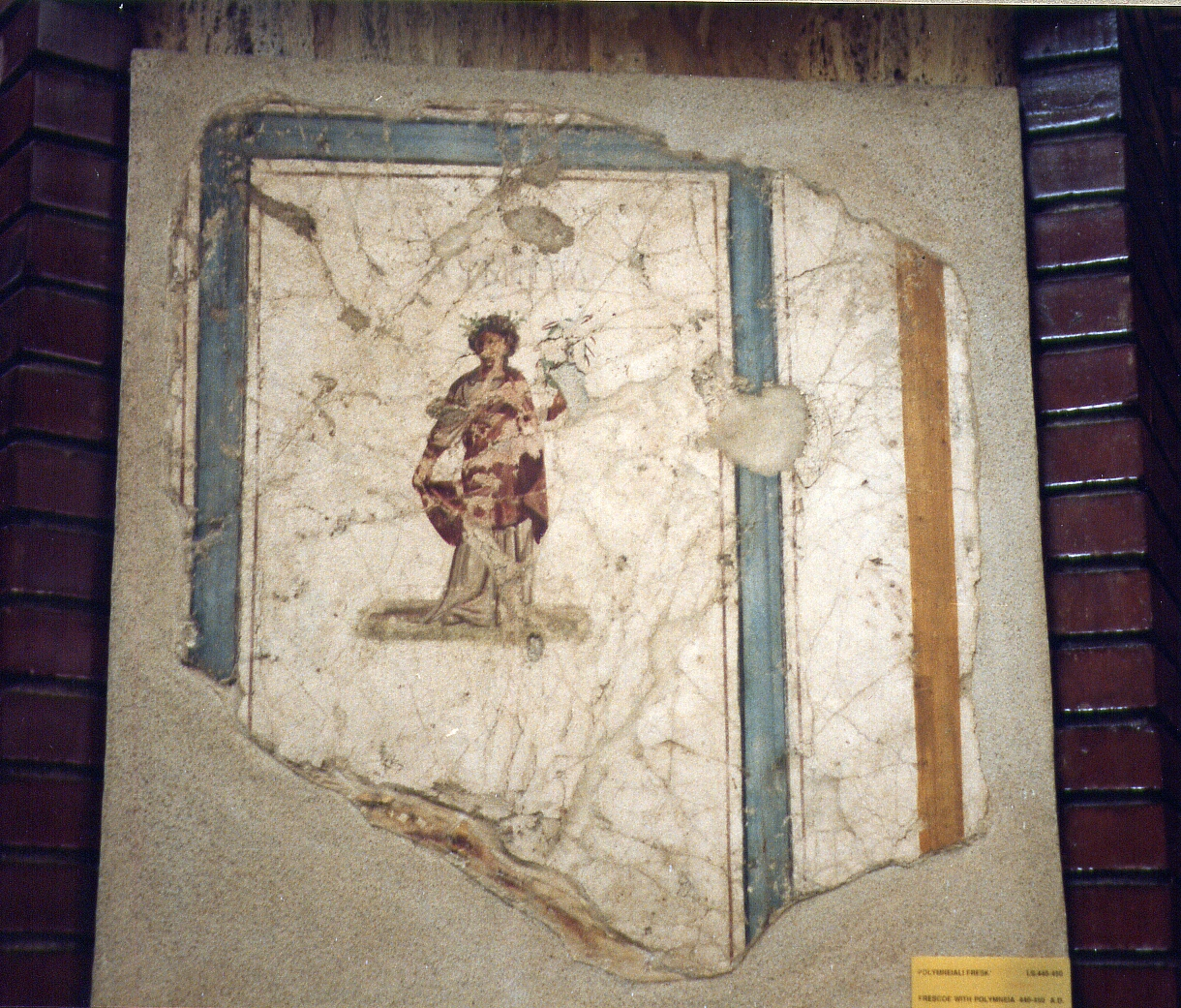
Éfeso, Turquia

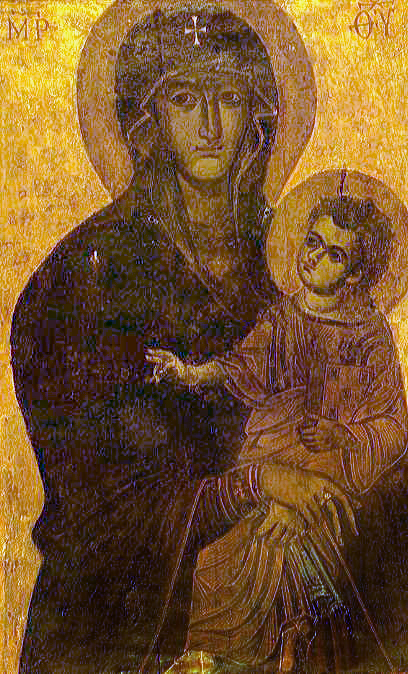
Salus Populi Romani, um dos mais antigos ícones bizantinos da Virgem conhecidos. Cf. nota:
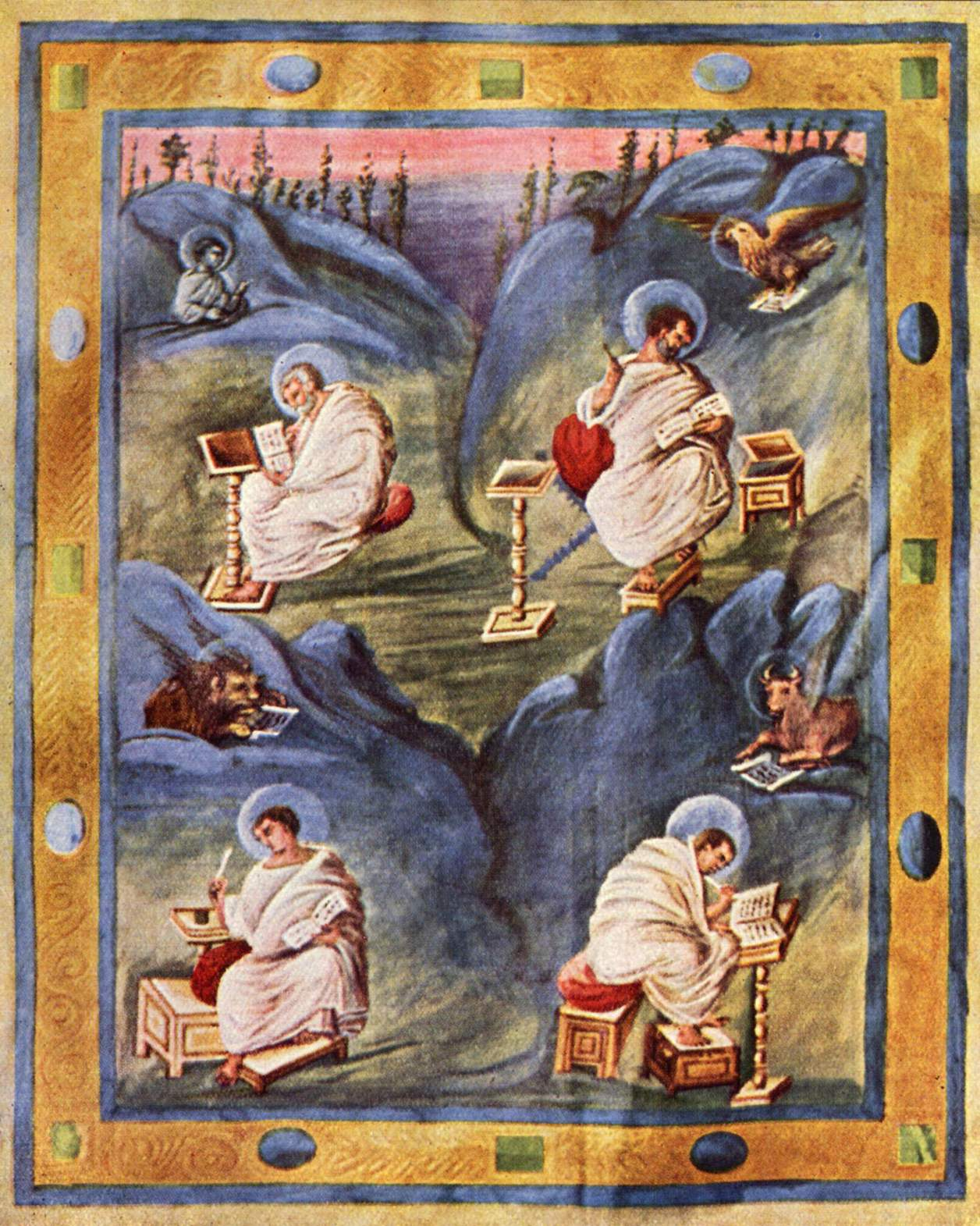
Os quatro Evagelistas, Evangelho de Aquisgrano, Renascença Carolíngia, século IX
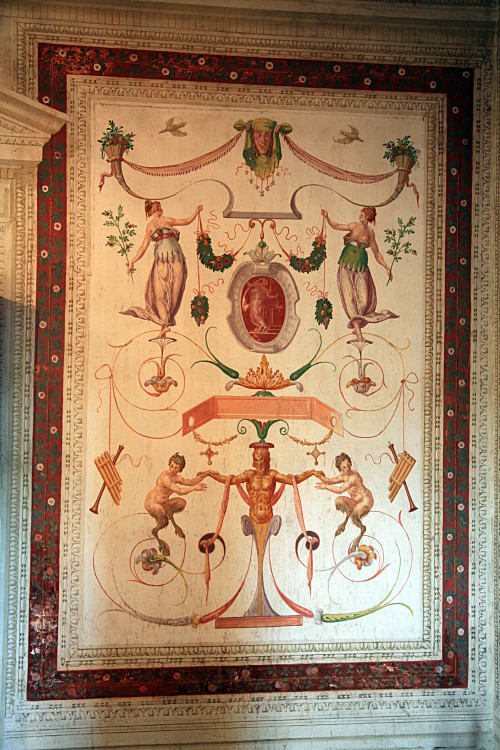
Grotesco na Villa Emo, Renascimento, século XVI
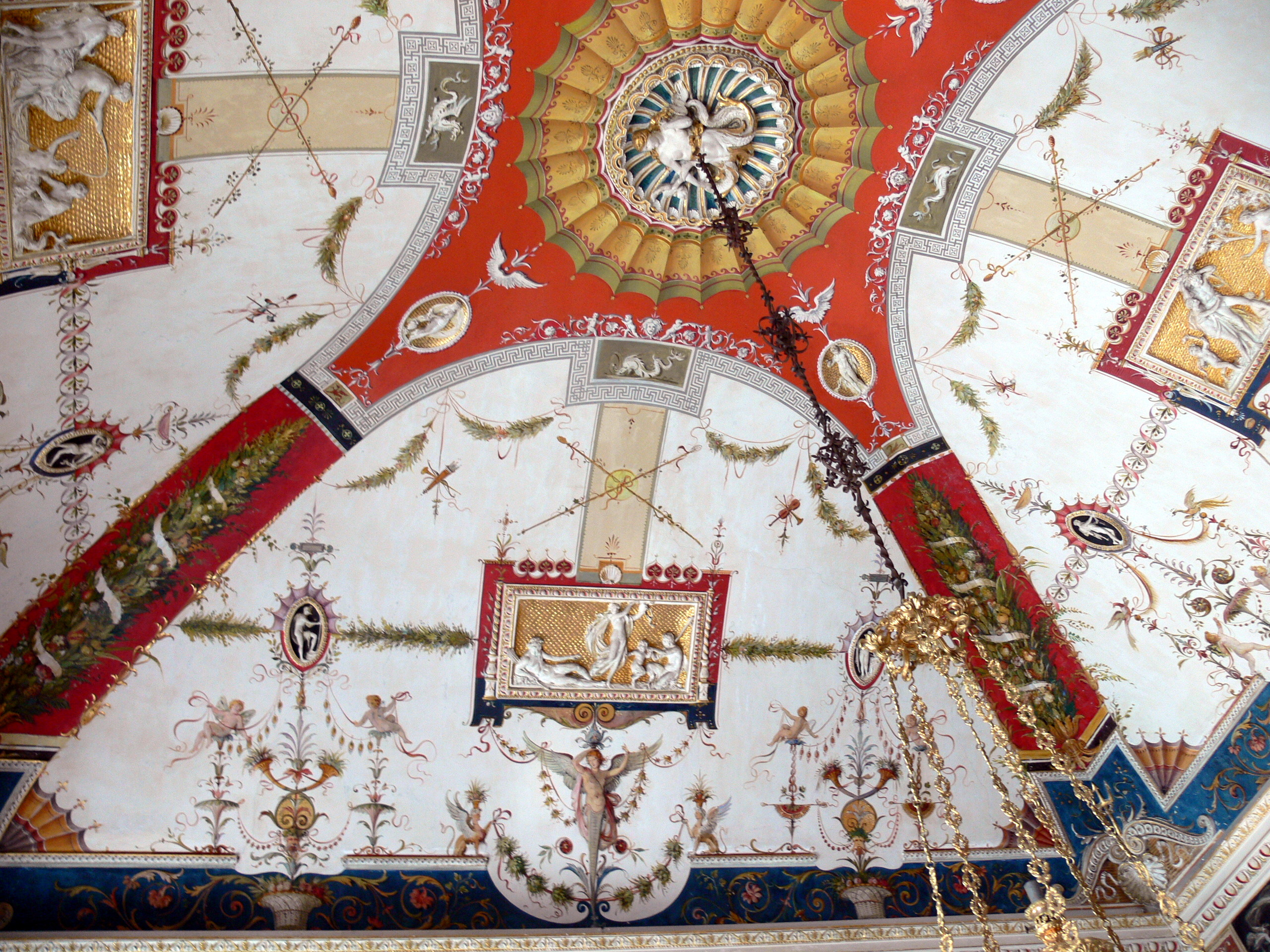
Teto em grotesco na Villa Carlotta, Romantismo tardio, c. 1910